# السياحة في روسيا

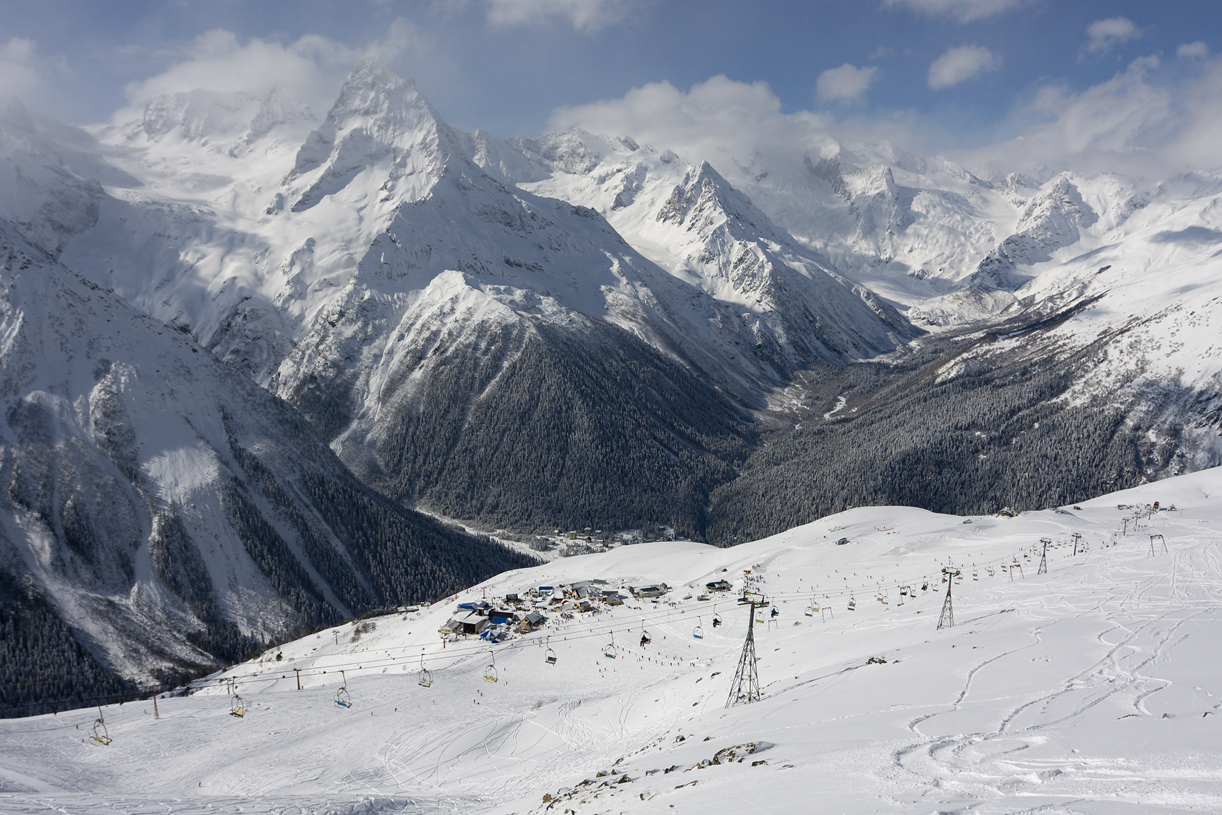
منتجع للتزلج في دومباي، غرب القوقاز

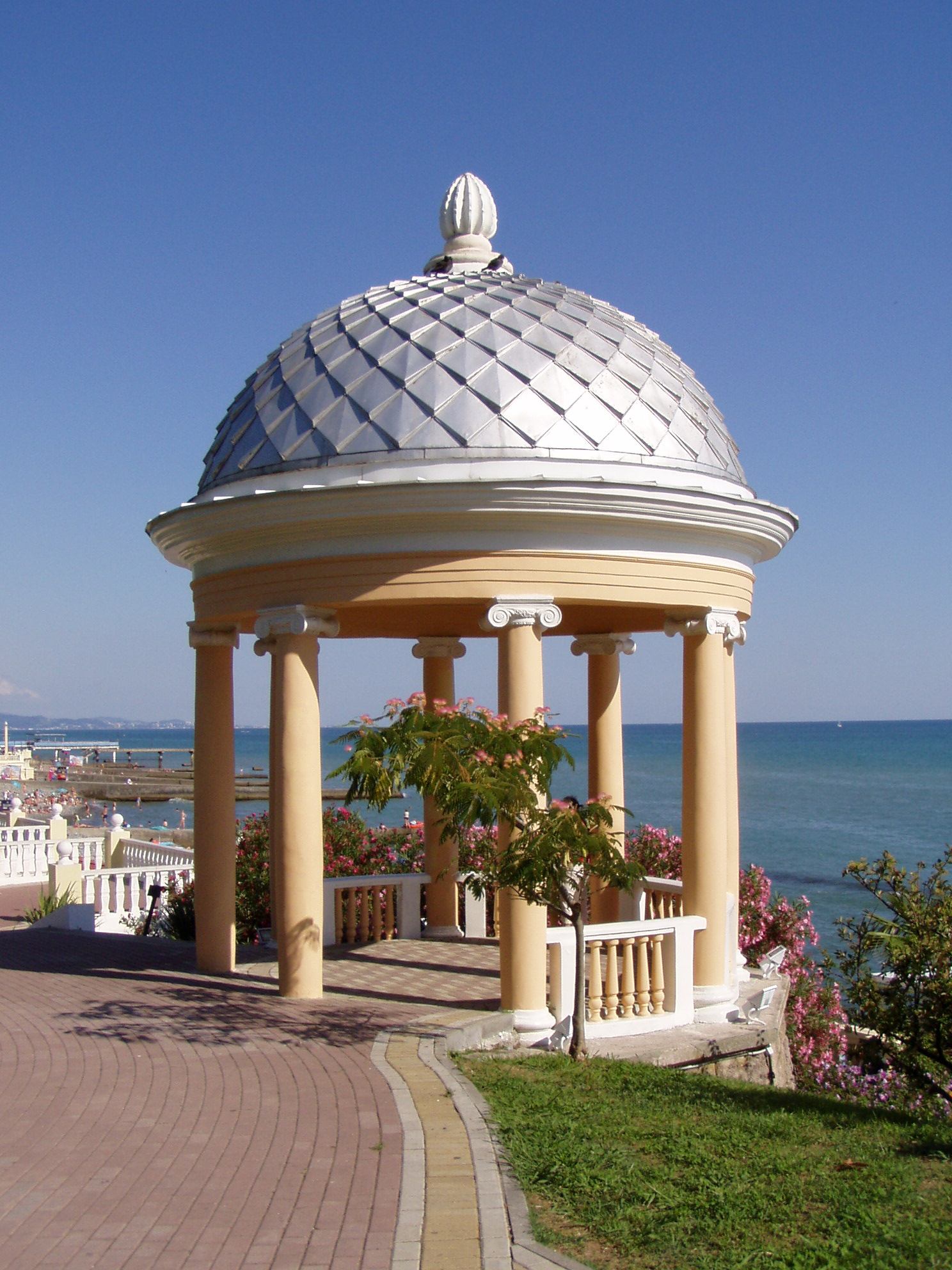
شاطئ البحر في سوتشي، وهي مدينة شبه مدارية المضيفة لدورة الألعاب الأولمبية الشتوية لعام 2014، واستضافت أولمبياد المعاقين الشتوية لنفس العام.

السياحة في روسيا تشهد نموًا سريعًا منذ أواخر العصر السوفياتي، إن كان على صعيد السياحة الداخلية أو الخارجية، بفضل التراث الثقافي الغني، والتنوع الطبيعي الرائع من البلاد. البلد يحتوي على 23 مواقع التراث العالمي على قائمة اليونسكو. تتمتع روسيا بقدرات ضخمة من اجل تطوير السياحة الداخلية وكذلك لاستقبال السياح الاجانب. فلديها كل ما يلزم من اراض مترامية الأطراف وتراث تاريخي وثقافي غني وفي بعض المناطق توجد الطبيعة العذراء التي لم تمسها ايادي البشر. تنداح أراضي روسيا من الغرب إلى الشرق لمسافة 10 الآف كيلومتر ومن خطوط العرض القطبية الشمالية إلى خطوط العرض الجنوبية شبه الاستوائية لمسافة 3 الآف كيلومتر. ويتيح تنوع التضاريس الأرضية تطوير الكثير من اصناف السياحة. وتوجد لدى روسيا أماكن اصطياف على ساحل البحر الأسود في الجنوب وساحل بحر البلطيق في الشمال مما يجعلها صالحة للأستجمام على البلاجات وللعلاج وللمعافاة في البحر. ويوفر أقصى الشمال الفرصة لمراقبة الشفق القطبي والقيام برحلات لغرض التعرف على شعوب الشمال وكذلك للمشاركة في جولات في الزحافات التي تجرها الايائل في براري التوندرا.
كما ان وجود الجبال يوفر الإمكانيات لممارسة جميع اصناف السياحة الجبلية (رياضة التسلق وسياحة الكهوف والجولات سيرا على الاقدام وركوب الزوارق في الانهر الجبلية وسياحة التزلج في الجبال وركوب الدراجات الجبلية والتحليق بواسطة الدلتابلان)، بالإضافة إلى العلاج في المصحات في الأماكن التي توجد فيها ينابيع المياه المعدنية. وتبدو أنهار الفولغا وينيسي ولينا العميقة والواسعة والطويلة كما لو انها وجدت خصيصا من اجل القيام بالرحلات النهرية وصيد الأسماك وركوب الاطواف وزوارق الكاتارماران والقوارب. وتعتبر البحار في شمال وغرب البلاد من الاتجاهات الرئيسية للسياحة. وكقاعدة تكون البحيرات الكثيرة هناك ذات منظر خلاب ومياهها نقية. علما ان نقاوة المياه فيها ليست ظاهرية فقط إذ يمكن تماما شرب الماء من بحيرات كاريليا وبحيرة بايكال. اما الغابات في وسط روسيا وسفوح الجبال في القوقاز وغابات سيبيريا والشرق الأقصى فتكثر فيها الحيوانات والطيور ولهذا فانها تجذب هواة رحلات الصيد. وتوجد في روسيا أماكن كثيرة تكون الطبيعة فيها عذراء ولم تمسها يد البشر مما يوفر الظروف المثالية من اجل القيام بجولات في احضان الطبيعة.

## سياحة تاريخية

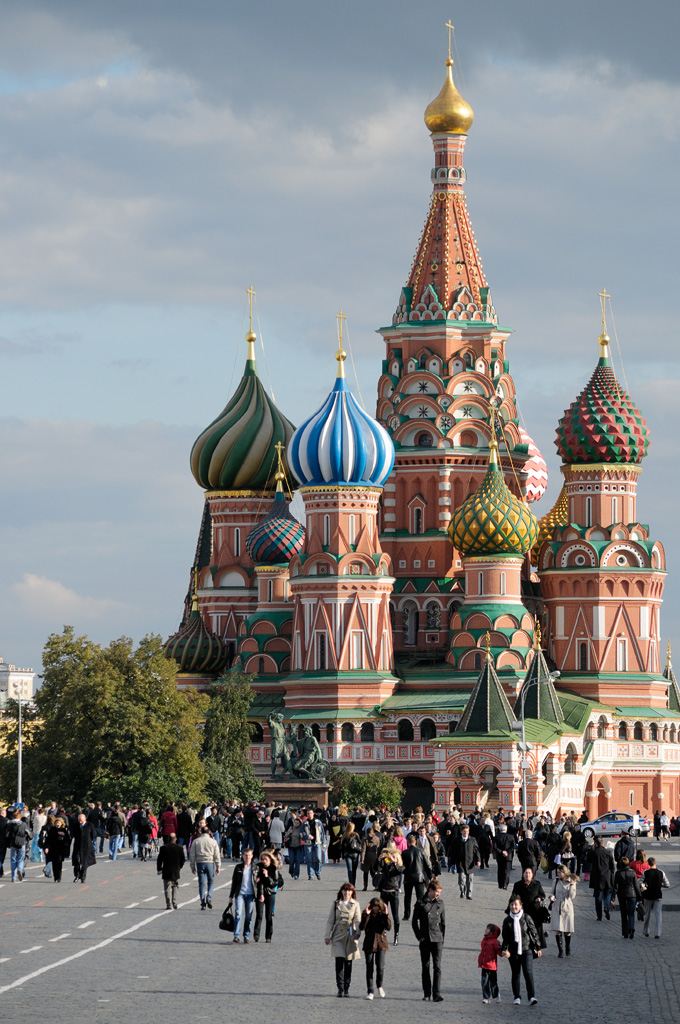
كاتدرائية القديس باسيل في موسكو.

لقد ترك آثارهم في تاريخ روسيا في مختلف الأزمان الفايكنغ والسلافيون القدامى والاسقوثيون والسويديون والاغريق والإيطاليون وغيرهم من الشعوب. وورث آباؤنا واجدادنا عنهم المظهر الخارجي والأديان والثقافات المختلفة واللغات والتقاليد. وعمل الأمراء المعظمون والملوك والاباطرة على ضم وفقدان الأراضي والشعوب بينما توغل الرحالة اعمق فأعمق في مناطق الشمال وسيبيريا والشرق الأقصى واكتشفوا اصقاعا وانهارا وبحارا ومحيطات جديدة. وبنى القياصرة الذين تناوبوا الحكم الواحد بعد الآخر القصور والضياع واسسوا المتاحف وبنوا وهدموا الكنائس والمعابد البوذية والمساجد وخلفوا وراءهم الاضرحة والمباني العالية الضخمة والمحطات الكهرمائية العملاقة وكذلك المعتقلات من اجل المضطهدين وفتحوا عصر الفضاء وصنعوا نماذج سلاح فريدة من نوعها.ان جميع هذه الاحداث الأفعال جعلت روسيا كما يمكن ان يراها كل أحد. ويمكن ان تتطلعوا ادناه بأسهاب على معالم روسيا. تعتبر السياحة الايقولوجية (في احضان الطبيعة) من اصناف السياحة الواعدة أكثر من غيرها في العالم. ولا تشكل روسيا استثناء عن ذلك. علما ان هواة هذه السياحة يزداد في كل مكان من عام إلى آخر. وهذا الصنف من السياحة يعيد القوة والنشاط إلى الناس الذين اتعبتهم المدن عن طريق التعامل مع الطبيعة ومراقبتها. علاوة على ذلك انها تحفز صيانة البيئة مما يجعل هذا النصف من السياحة نافعا بالنسبة إلى الاهالي المحليين. ويتضمن كشف التراث العالمي لليونسكو خمس مناطق طبيعية روسية هي الغابات العذراء في كومي وبحيرة بايكال وبراكين كامتشاتكا وجبال التاي الذهبية وغرب القوقاز. لكن توجد في روسيا إلى جانب ذلك اصقاع أخرى للسياحة الايقولوجية.

## سياحة طبيعية

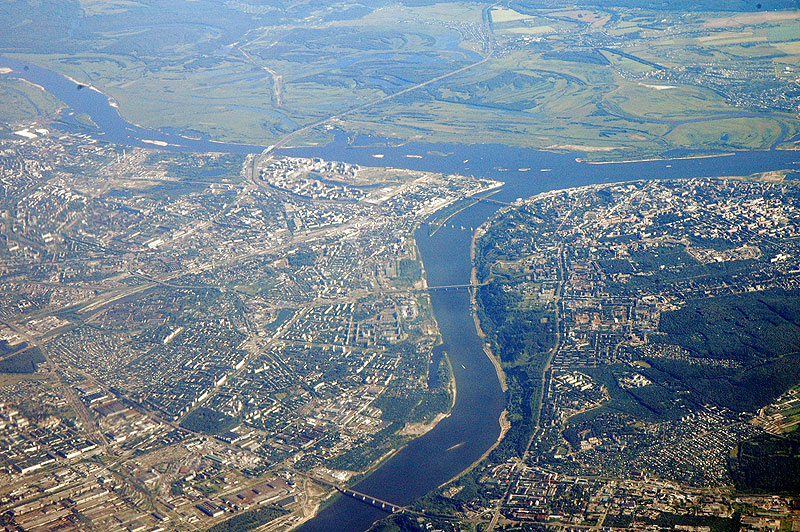
نيجني نوفغورود

بخلاف الحال في كثير من البلدان الأوروبية فأن السائح قد لا يلتقي احدا من البشر على مدى فترة طويلة أثناء تجواله في رحاب روسيا. وفي سيبيريا قد لا يلقى المرء سيارة واحدة خلال ساعات عديدة من السفر في الطريق في الغابات. بينما لا يستثنى احتمال ان يرى بين الأشجار دبا أسمر أكثر من مرة. وفي مقاطعة أستراخان قد يريك الدليل طيور الفلامنجو والبطريق وغيرها من الطيور النادرة في أثناء التوجه إلى أماكن صيد الأسماك في دلتا الفولغا. ولا يمكن للجولات على ظهور الخيل في إقليم ألتاي ان تترك بلا مبالاة أي أحد من هواة الطبيعة. كما تتوفر إمكانيات كبيرة من اجل السياحة الايقولوجية في شمال غرب روسيا أي في كاريليا ومقاطعتي ارخانغلسك
ومورمانسك. وغالبا ما تطلق على كاريليا تسمية «رئتي أوروبا». إذ تشغل الغابات أكثر من نصف اراضيها بينما يتألف حوالي الربع من البحيرات والأنهار. ويزور المتنزه الوطني «فودلوزيرسكي» – وهو الأكبر في أوروبا – إلى جانب السياح الايقولوجيين هواة السياحة المائية والتجول مشيا على الاقدام والسياحة العلمية - المعرفية والسياحة المقترنة بالمغامرات. علما ان غالبية الأنهار في كاريليا «اقليم البحيرات» – كما توصف في غالب الأحيان- تتألف من شبكات من البحيرات والأنهار. فمثلا ان اوختا تتألف من 15 بحيرة مرتبطة ببعضها البعض بممرات مائية قصيرة تنحدر المياه فيها عبر الصخور. ويوجد في جنوب كاريليا أكبر شلال سهلي في أوروبايبلغ ارتفاعه حوالي 10 أمتار. ويثير اعجاب الناظرين ارخبيل فالاعام في بحيرة لادوغا أكبر بحيرة في أوروبا حيث تسود الطبيعة الشمالية القاسية والضفاف الصخرية التي تنمو فيها اشجار الصنوبر وتوجد خلجان ساحرة الجمال.

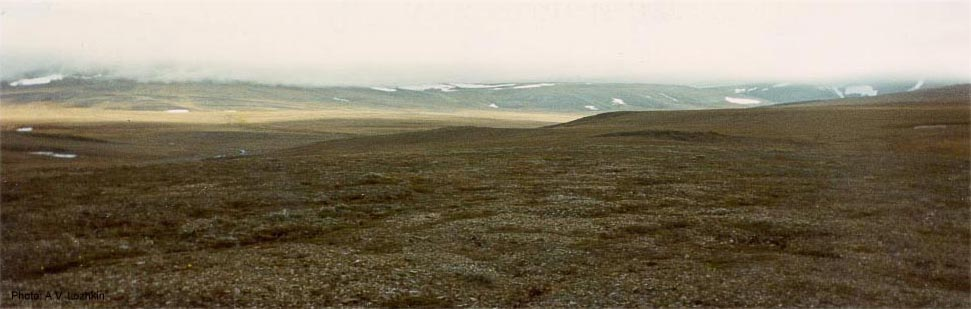
مناخ تندرا القطب الشمالي في جزيرة ورانجل

تتطور في مقاطعتي ارخانغلسك ومورمانسك بنشاط السياحة الريفية حيث يقطن السائح في بيت فلاح أو صياد سمك. وتوفر للسياح الفرصة لممارسة السباحة في البحيرات والأنهار وصيد الأسماك وجنى الثمار البرية والاستحمام في الحمام الروسي الحقيقي وتناول حساء السمك الذيذ. توجد في وسط روسيا أيضا أماكن كثيرة تجذب هواة السياحة الايقولوجية. ونذكر منها على سبيل المثال المنطقة المحمية الحكومية المركزية عند مرتفعات فالداي في مقاطعة تفير. انها منطقة نادرة لوجود غابات الشوح فيها والتي لا يوجد لها نظير في أوروبا، ويقدر عمرها بحوالي 500 عام. وقد بقيت فيها زوايا كثيرة للطبيعة العذراء حيث تقطن الحيوانات المميزة للغابات الروسية مثل الدب الاسمر والذئب والايل والارنب الأبيض والقندس ودلق الغابات.ويمكن في تلك الأصقاع التقاط صور فوتوغرافية نادرة للحيوانات البرية. وتعتبر بحيرة سيليغير الواقعة بوسط روسيا من الأماكن المحببة لدى هواة السياحة الايقولوجية. ويتكاثر فيها أكثر من 30 صنفا من الأسماك منها سمك الفرخ وقد يصل وزن بعضها إلى 7 – 8 كجم. هناك منطقة في المجرى الأسفل لنهر اوكا اسمها ميشيرا تعتبر نادرة حيث تجتمع فيها اصناف النباتات المميزة لأربع مناطق جغرافية هي – غابات التايغا وغابات الأشجار العريضة الاوراق والبراري التي تتخللها الغابات والبراري. وتصان في هذه المناطق المحمية الثيران الوحشية كما توجد فيها المزرعة الوحيدة في العالم لتربية الغرانق البيض. وتوجد في متنزه بيريسلافل بمقاطعة ياروسلافل غابة للأبحاث العلمية تزرع فيها نباتات كثيرة جلبت من مختلف ارجاء العالم إلى جانب 700 صنف من النباتات المحلية. تقع مقاطعة كالينينغراد في أقصى غرب روسيا. ويوجد هناك مكان رائع هو المتنزه الوطني في لسان كورش. وهو عبارة عن منطقة ضيقة من البر تفصل خليج كورش عن بحر البلطيق. ويبلغ ارتفاع الكثبان الرملية فيه أحيانا إلى 60 مترا. ويمر عبر هذه المنطقة مسار هجرة حوالي 150 صنفا من الطيور. وتنتظر هواة السياحة الريفية العزبات الريفية الكثيرة حيث تقدم لهم على المائدة فقط الاطعمة النظيفة من الناحية الايقولوجية وتوفر لهم وسائل تسلية كثيرة.

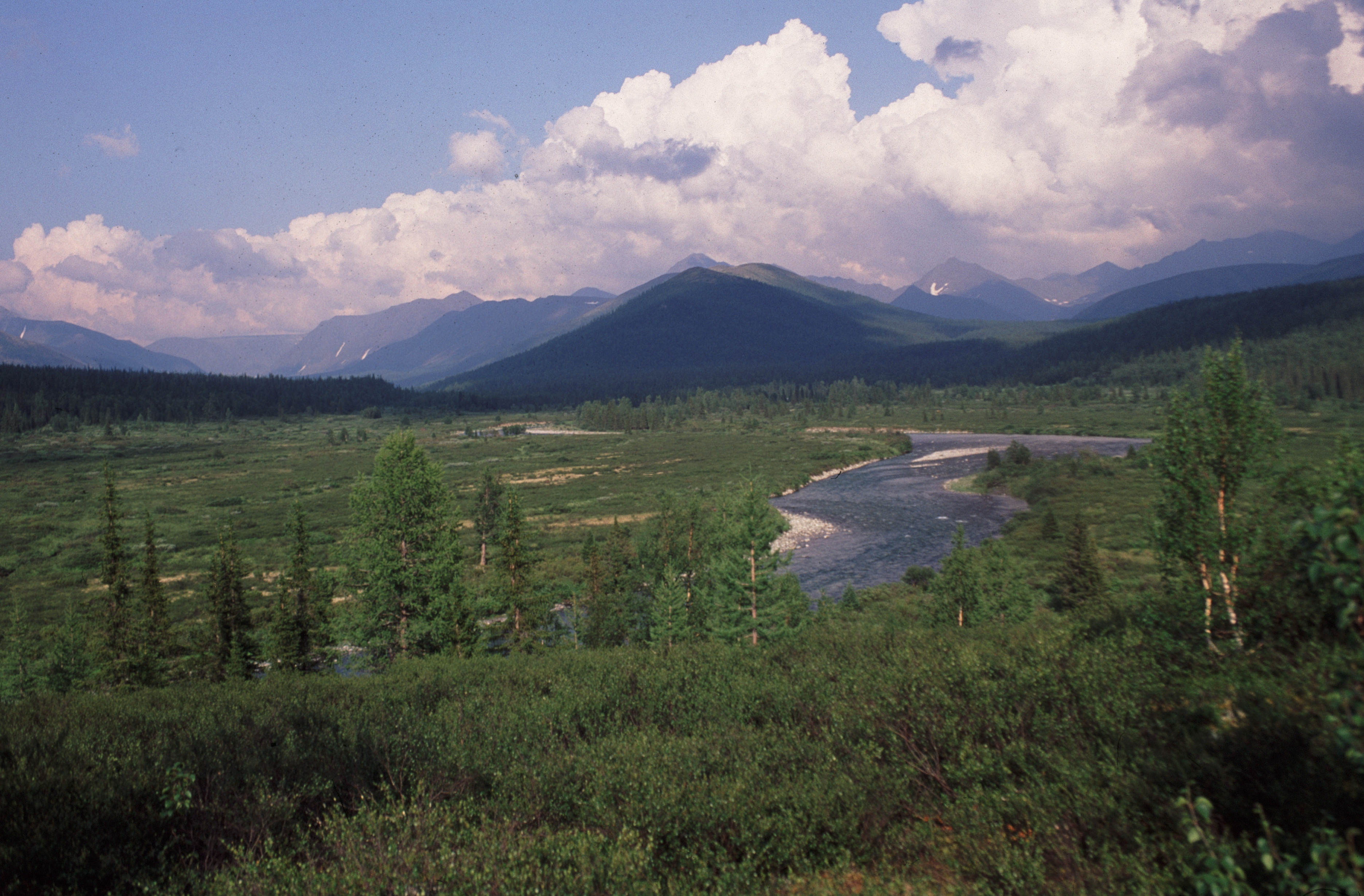
الطبيعة العذراء

يعتبر جنوب روسيا منذ وقت بعيد المكان المحبب لدى هواة السياحة الايقولوجية. ففي المحمية الحكومية للمجال الحيوي للأرض الواقعة في مقاطعة استراخان تجري حماية حوالي 20 صنفا من النباتات النادرة والمهددة بالانقراض ومنها زهور السوسن والخزامى البرية واللوتس وكذلك 23 صنفا من الطيور من 270 صنفا منتشرا في هذه المقاطعة. ويمكن ان يرى هناك العديد من اصناف الحيوانات ذات الفرو الثمين منها الثعالب وكلاب الراكون والقاقم والنمس المسكي الأمريكي والظرابين وغيرها.ويسمح بصيد ثلاثة حيوانات من الظلفيات هي الخنازير والايائل وثيران المسك وكذلك اصناف معينة من الطيور المائية في مواسم معينة. هناك ثروات نادرة وطبيعية في شمال القوقاز الذي هو عبارة عن سلسلة من البجال العالية فيها خمس قمم بأرتفاع يربو على 5 الآف متر فوق سطح البحر. ومن أشهرها جبل ايلبروس وجبل كازبيك. وتوجد هناك اربع محميات ومتنزهان وطنيان ستحفظ من اجل الأجيال القادمة مئات البحيرات والأنهار الجبلية ذات الشلالات والمراعي الزاهرة والوديان الجميلة. ولعل من أشهرها متنزه تبردي حيث يوجد المركز السياحي للتزلج في الجبال «دومباي». بينما توجد على ساحل البحر الأسود في شمال القوقاز المناطق شبه الاستوائية وهناك في الجبال والوديان الكثير من النباتات والحيوانات والطيور التي لم يعد لها وجود في مناطق العالم الأخرى.وذاع صيت إقليم كراسنودار بوادى غوام الساحر وبمئات الشلالات ذات الخرير ولاسيما في منطقة توابسه وهلمجرا. يقبل هواة السياحة الايقولوجية على زيارة غورني ألتاي وغورنايا شوريا وكوزنيتسكي الاتاو في القطاعين الأوسط والجنوبي من سيبيريا. فهناك الجبال والصخور واشجار الصنوبر والشوح والفسحات في الغابات والتي تغطيها الازهار البرية الزاهية الألوان، وكذلك البراري شبه الصحراوية والبحيرات الساكنة والأنهار الجبلية العاصفة التي تدهش الناظرين في عذريتها. ويمكن ان تمارس هناك كافة اصناف السياحة الفعالة. وترتفع ذرى جبال سياني الغربية والشرقية في جنوب سيبيريا – في الجزء الجنوبي من إقليم كراسنويارسك ومقاطعة اركوتسك وفي هاكاسيا وتوفا والقسم الغربي من بورياتيا. وينسب إلى معالمها الهامة «معبر سياني» على نهر ينيسي والشلالات في دوتوتا وخامسارا والبراكين الخامدة في شرق توفا والبحيرات الكثيرة في منخفض توجا. تشتهر بحيرة بايكال مركز السياحة الرئيسي في سيبيريا بالمناظر الطبيعية الجميلة فيها التي تذهل حتى هواة السياحة الايقولوجية.
وتتجاور هناك غابات التايغا والمناطق شبه الصحراوية وبراري التوندرا الباردة والسهوب الصخرية. وهناك ما يربو على 2500 صنف من الحيوانات والنباتات المحلية –«الانديميكا» أي التي لا تنمو ولا تتكاثر في أي مكان آخر في العالم. وتوجد في منطقة بايكال 3 مناطق محمية ومتنزهان وطنيان ويقطن هناك الدب الاسمر والأيل السيبيري والقاقم والسمور والخروف الثلجي. ويبلغ عمر بحيرة بايكال 25 مليون عام. علما انها اعمق بحيرة في العالم ويوجد فيها خمس الاحتياطيات العالمية من المياه العذبة. وترفد انهار كثيرة بحيرة بايكال بالماء خلال ملايين الأعوام، بينما لا ينبع منها سوى نهر انغارا. ويمكن ان توفر للسياح في البحيرة الكثير من المتع مثل التجول في لنش أو يخت أو ركوب زوراق البايداركا أو الاطواف. اما منطقة الشرق الأقصى في إقليمي بريموريه وخاباروفسك فهي تتمثل في الغابات والأنهار الجميلة وسفوح الجبال التي لم تمسها الحضارة وكذلك الوحوش البرية والنباتات النادرة، كما توجد في مكان واحد اشجارالصنوبر والشوح المميزة لمناطق الشمال والنباتات المتسلقة المميزة لمناطق الجنوب، بينما تكثر في اعماق مياه الأنهار في غابات التايغا اسماك السلمون السيبيري – تايمين. ويعيش هناك النمر السيبيري المعروف في العالم أجمع – ويشاهد في المحمية الطبيعية سيخوته – الينسكي. ثمة أماكن رائعة كثيرة ولقاءات مدهشة مع الطبيعة تصادف السياح في جزيرة ساخالين. ويوجد في جزر كوريل بركان تياتيا الذي يعد من أجمل البراكين في العالم، وكذلك توجد البحيرتان الجميلتان كيبياشيه وخولودنويه والبركان غير الخامد ميندلييف والينابيع الساخنة التي تصل درجة الحرارة فيها إلى 90 درجة مئوية. وتجذب كامتشاتكا السياح من كافة ارجاء العالم. ويوجد هناك 28 بركانا متفجرا وينابيع مياه معدنية ساخنة وباردة. وتجري في هذه المنطقة دائما جولات إلى وادي فوارات الماء الساخنة التي توجد مثيلات عديدة لها في العالم.

## سياحة رياضية
تتضمن السياحة الرياضية التي تطلق عليها في روسيا تسمية «السياحة الفعالة» القيام بجولات مشيا على الاقدام في مسارات ذات درجات تعقيد متباينة واجراء مباريات في تقنية السياحة. انها متوجهة نحو اعلاء مهارة السياح وتحسين المسارات وتعلم مختلف اساليب الحذر واتقان استخدام الأصناف الجديدة من اللوازم. وكما هي الحال في الرياضة توجد في السياحة درجات ولقب أستاذ في الرياضة. وتتحدد صعوبة الجولة بدرجة صعوبة المسار. وتتطور بوتيرة سريعة جدا السياحة الجبلية والمائية. ان السياحة الرياضية هي قبل كل شيء وسسيلة لرفع مهارة السائح وتحمل الجهد البدني الشديد. وإذا ما غدا ذلك امرا ثانويا فأنه يبرز في المقدمة اختبار القدرات الاحتياطية الكامنة لدى الإنسان والمشاعر الحادة والانطباعات والاكتشافات الجديدة فان السياحة الرياضية تتحول إلى شاقة، أي السياحة الرياضية في مستوى أعلى درجات المشقة. وفي هذه الحالة تظهر فيها عناصر المجازفة والخطر الفعلي. واصناف السياحة الشاقة تتمثل بممارسة رياضة التحليق بالدلتابلان أو البارابلان. تتضمن السياحة بارتياد الكهوف زيارة الكهوف الطبيعية أو التي صنعت بأيدي البشر وكذلك ممرات التيه. انها ممتعة نظرا لتنوع التضاريس التي تولد العقبات امام المرور (الآبار والحواجز والشقوق والأنهار الجوفية وهلمجرا)، وكذلك لوجود الظروف الاستثنائية غير المناسبة (الرطوبة العالية وغياب النور الطبيعي). وهذا كله يكسب السياحة في الكهوف عنصر المغامرة ويجعلها محببة للغاية إلى الشباب. كشف ودرس اجمالا في القوقاز والتاي والاورال ما يربو على 5 الآف كهف. وتحولت أهم هذه الكهوف إلى مواقع سياحية. ونذكر منها الكهوف (المناجم) في القوقاز – سنيجنايا وميجينوفو وبانتيوخينا وغيرها. وتحظى بالشعبية في مقاطعة بيرم كهوف كونغور النادرة ومنها كهف ليدنايا، وفي مقاطعة تشيليابينسك – كهوف كورغوزاك ومجموعة كهوف سيكياز – تاماك، وتجذب الاهتمام في مقاطعة بينزا ممرات التيه المتعددة الطوابق المؤلفة من صوامع الرهبان ولم يفتح امام السياح سوى طابقين منها. وتعتبر رياضة التزلج على الجليد من أكثر اصناف السياحة الفعالة إقبالا لدى الناس لأن الثلج يتوفر عدة أشهرفي العام في القسم الأكبر من أراضي روسيا. علما انها لا تتمثل فقط بأجراء مسيرات على مدى بضعة أيام في الغابات والتلال والحقول، بل وكذلك في غابات التايغا وسهوب التوندرا والارخبيلات والمناطق المكسوة بالجليد (ومنها في المنطقة القطبية الجنوبية) وفي الجبال. اما السياحة الجبلية فهي التجول في الجبال والمنحدرات والمناطق الجليدية وعبر المعابر والأنهار والجداول الجبلية. ويعتبر تسلق الجبال في فترة الشتاء من أكثر اصناف السياحة صعوبة. وتحظى بالشعبية في روسيا السيباحة في اوسيتيا الشمالية وقبرديا-بلقاريا وانغوشيا وإقليمي كراسنودار وستافروبل وسلاسل جبال تشيرسك وخيبيناخ وغيرها حيث شقت مئات الطرق لمتسلقي الجبال وتوفرت جميع الظروف إلى من يمارس هذه الرياضة.

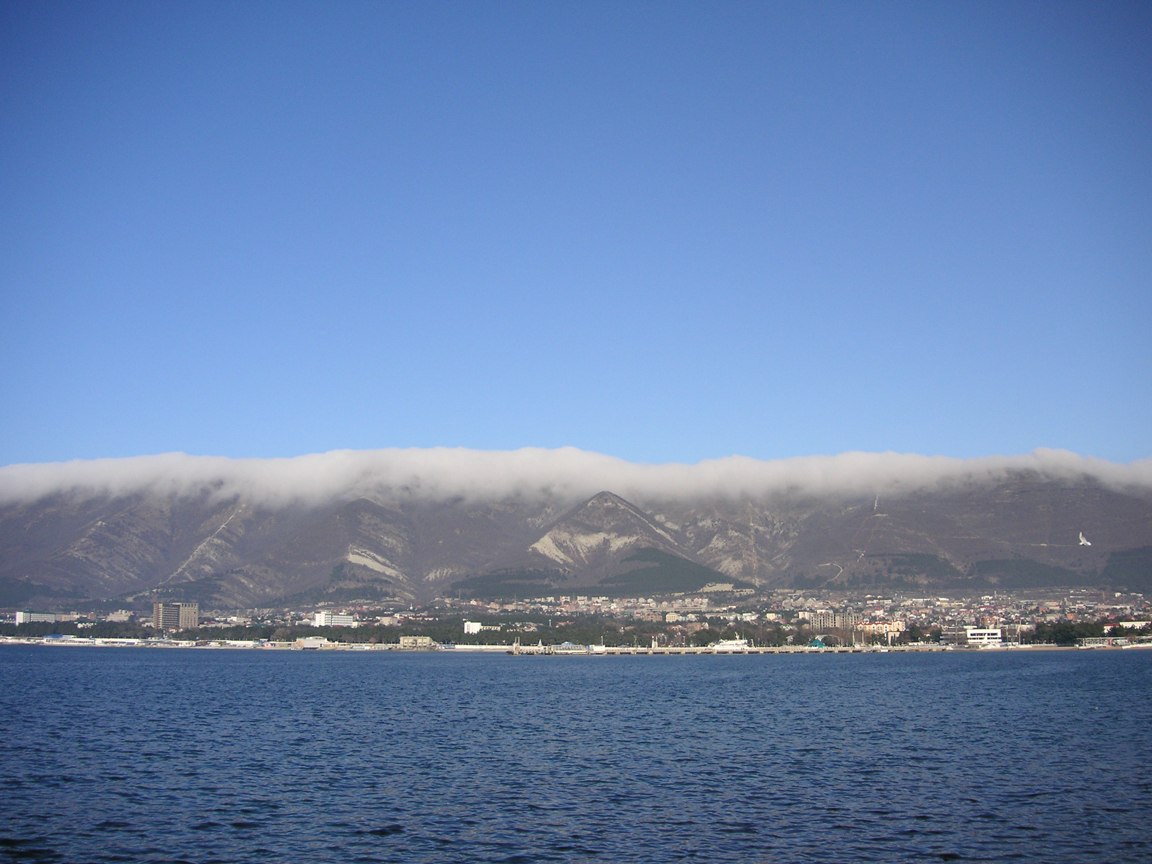

اما السياحة المائية فتتمثل في التجول بواسطة الزوارق المطاطية والاطواف وغيرها عبر الأنهار والبحيرات والبحار وخزانات المياه. والسياحة المائية متطورة على نطاق واسع في الأنهار السهلية الكبرى (الفولغا واوكا وينيسي..الخ) والأنهار الجبلية الصالحة للملاحة في الاورال والتاي والقوقاز (كاتوني وبيلوي ومزيمته وغيرها). وتثير الإعجاب على الاخص الجولات في الزوارق الخفيفة والاطواف لأنها تتم عبر شبكات الانهر والبحيرات ولا سيما في كاريليا في نهري اوختا ويوجنايا شويا. وثمة إقبال على الرحلات المائية في الزوارق بأسلوب «ذهابا وايابا» – أي التي تبدأ وتنتهي في مكان واحد. مثل الرحلة بالقوارب في منطقة جيغولي (تبدأ من سامارا في نهر الفولغا ومن ثم إلى نهر اوسا ومن ثم العودة إلى الفولغا مجددا حتى سامارا) ورحلة اورشينسكايا في مقاطعة تفير وغيرها. ان السياحة بالدراجات تشمل الرحلات والجولات بالدراجات في السهول والمنحدرات وفوق الرمال والممرات الجبلية والأنهار (بالمخاضة) بواسطة الدراجات العادية والرياضية والجبلية. وهذا الصنف من النقل لا يجلب الضرر إلى البيئة. وتتطور السياحة بالدراجات في روسيا منذ اواخر القرن التاسع عشر: ففي مطلع عام 1890 نظم هواة الرحلات بالدراجات مباريات في مسار موسكو – بطرسبورغ – باريس. وتناسب راكبي الدراجات الطرق المعبدة بالاسفلت أو الرملية- الحصبائية المحلية في المنطقة الوسطى أو منطقة حوض الفولغا وكذلك الطرق الجبلية وسط الغابات في الاورال (وسط وجنوب الاورال) وسفوح جبال القوقاز.وتتوجه في رحلات تستغرق عدة أيام مجموعات مؤلفة من 3 -4 أشخاص. وتجري سنويا في إقليم كراسنودار في ضاحية كراسنايا بوليانا مباريات سباق الدراجات الجبلية (ماونتي بايك). تساعد السياحة على الجياد في تقوية الصحة. ويتطور هذا النصف من السياحة على مدى 30 عاما الأخيرة في المناطق التي يجري فيها تربية الخيول مثل التاي وبشكيريا وبورياتيا واديغيا وقرشاي – شركيسيا وتشوفاشيا ووسط روسيا (مقاطعة اوريول) وسيبيريا (مقاطعة كيميروفو وإقليم كراسنويارسك).كما انه يحظى بشعبية متزايدة فتضاف إلى المسارات القديمة أخرى جديدة في ضواحي موسكو ومقاطعتي مورمانسك وسامارا وسفوح الجبال في إقليم كراسنودار. تمر غالبية مسارات الرحلات بالجياد عبر الطرق وسط الغابات والجبال والبراري والمراعي والحقول والوهاد وضفاف الانهر والبحيرات.ويجب على السائح ان يتولى في الطريق خدمة نفسه (بطهي الطعام والعناية بالحصان)، ويتم المبيت في ظروف ميدانية في العراء صيفا وفي قواعد السياحة شتاء. ويبلغ ممثلو الشركات السياحية عادة المسارات التي يمكن ان يشارك فيها الأشخاص الذين تعوزهم الخبرة في ركوب الجياد. لكن هناك رحلات طويلة بالجياد تتطلب توفر المهارات لدى السائح ولا يسمح بالمشاركة فيها سوى إلى السياح المدربين جيدا.

## السياحة الجبلية
اما السياحة الجبلية فهي التجول في الجبال والمنحدرات والمناطق الجليدية وعبر المعابر والأنهار والجداول الجبلية. ويعتبر تسلق الجبال في فترة الشتاء من أكثر اصناف السياحة صعوبة. وتحظى بالشعبية في روسيا السيباحة في اوسيتيا الشمالية وقبرديا-بلقاريا وانغوشيا وإقليمي كراسنودار وستافروبل وسلاسل جبال تشيرسك وخيبيناخ وغيرها حيث شقت مئات الطرق لمتسلقي الجبال وتوفرت جميع الظروف إلى من يمارس هذه الرياضة. اما السياحة المائية فتتمثل في التجول بواسطة الزوارق المطاطية والاطواف وغيرها عبر الأنهار والبحيرات والبحار وخزانات المياه. والسياحة المائية متطورة على نطاق واسع في الأنهار السهلية الكبرى (الفولغا واوكا وينيسي..الخ) والأنهار الجبلية الصالحة للملاحة في الاورال والتاي والقوقاز (كاتوني وبيلوي ومزيمته وغيرها). وتثير الإعجاب على الاخص الجولات في الزوارق الخفيفة والاطواف لأنها تتم عبر شبكات الانهر والبحيرات ولا سيما في كاريليا في نهري اوختا ويوجنايا شويا. وثمة إقبال على الرحلات المائية في الزوارق بأسلوب «ذهابا وايابا» – أي التي تبدأ وتنتهي في مكان واحد.

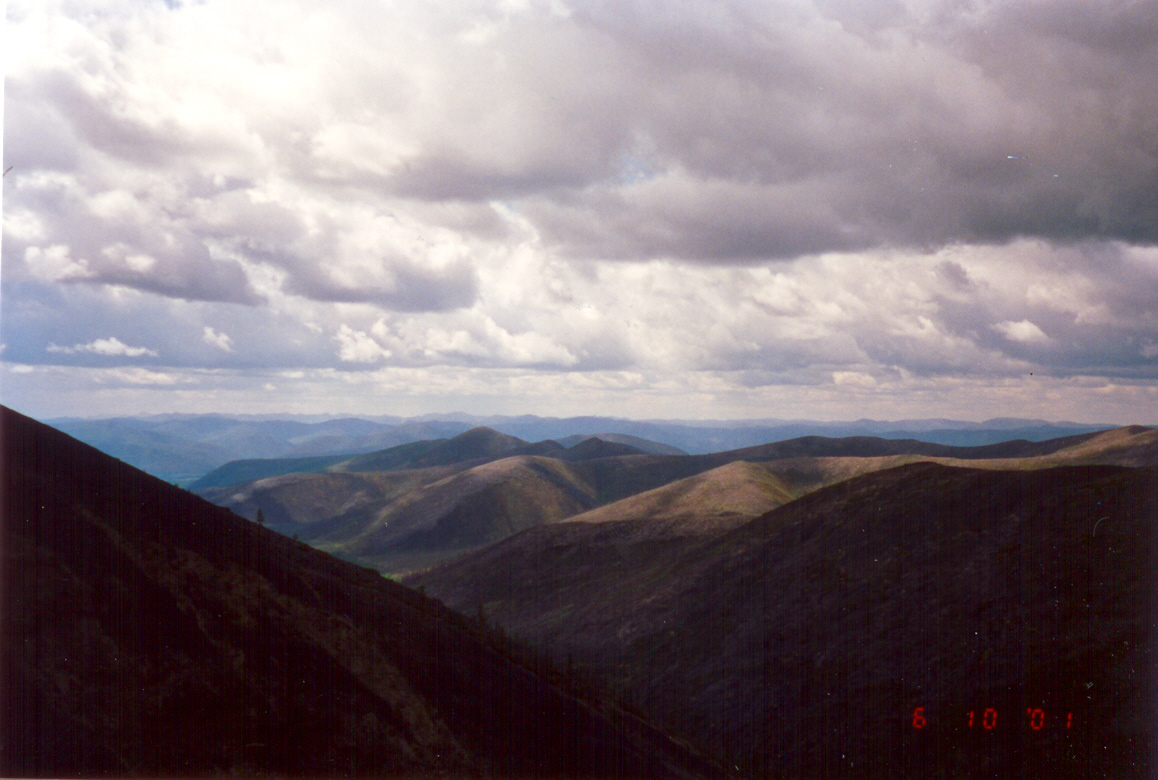
صورة ألتقطت في مكان ما في جبال (Cherskiy) في شرق روسيا الأقصى

مثل الرحلة بالقوارب في منطقة جيغولي (تبدأ من سامارا في نهر الفولغا ومن ثم إلى نهر اوسا ومن ثم العودة إلى الفولغا مجددا حتى سامارا) ورحلة اورشينسكايا في مقاطعة تفير وغيرها. ان السياحة بالدراجات تشمل الرحلات والجولات بالدراجات في السهول والمنحدرات وفوق الرمال والممرات الجبلية والأنهار (بالمخاضة) بواسطة الدراجات العادية والرياضية والجبلية. وهذا الصنف من النقل لا يجلب الضرر إلى البيئة. وتتطور السياحة بالدراجات في روسيا منذ اواخر القرن التاسع عشر: ففي مطلع عام 1890 نظم هواة الرحلات بالدراجات مباريات في مسار موسكو – بطرسبورغ – باريس. وتناسب راكبي الدراجات الطرق المعبدة بالاسفلت أو الرملية- الحصبائية المحلية في المنطقة الوسطى أو منطقة حوض الفولغا وكذلك الطرق الجبلية وسط الغابات في الاورال (وسط وجنوب الاورال) وسفوح جبال القوقاز.وتتوجه في رحلات تستغرق عدة أيام مجموعات مؤلفة من 3 -4 أشخاص. وتجري سنويا في إقليم كراسنودار في ضاحية كراسنايا بوليانا مباريات سباق الدراجات الجبلية (ماونتي بايك). تساعد السياحة على الجياد في تقوية الصحة. ويتطور هذا النصف من السياحة على مدى 30 عاما الأخيرة في المناطق التي يجري فيها تربية الخيول مثل التاي وبشكيريا وبورياتيا واديغيا وقرشاي – شركيسيا وتشوفاشيا ووسط روسيا (مقاطعة اوريول) وسيبيريا (مقاطعة كيميروفو وإقليم كراسنويارسك).كما انه يحظى بشعبية متزايدة فتضاف إلى المسارات القديمة أخرى جديدة في ضواحي موسكو ومقاطعتي مورمانسك وسامارا وسفوح الجبال في إقليم كراسنودار. تمر غالبية مسارات الرحلات بالجياد عبر الطرق وسط الغابات والجبال والبراري والمراعي والحقول والوهاد وضفاف الانهر والبحيرات.ويجب على السائح ان يتولى في الطريق خدمة نفسه (بطهي الطعام والعناية بالحصان)، ويتم المبيت في ظروف ميدانية في العراء صيفا وفي قواعد السياحة شتاء. ويبلغ ممثلو الشركات السياحية عادة المسارات التي يمكن ان يشارك فيها الأشخاص الذين تعوزهم الخبرة في ركوب الجياد. لكن هناك رحلات طويلة بالجياد تتطلب توفر المهارات لدى السائح ولا يسمح بالمشاركة فيها سوى إلى السياح المدربين جيدا.

## سياحة التزلج في الجبال

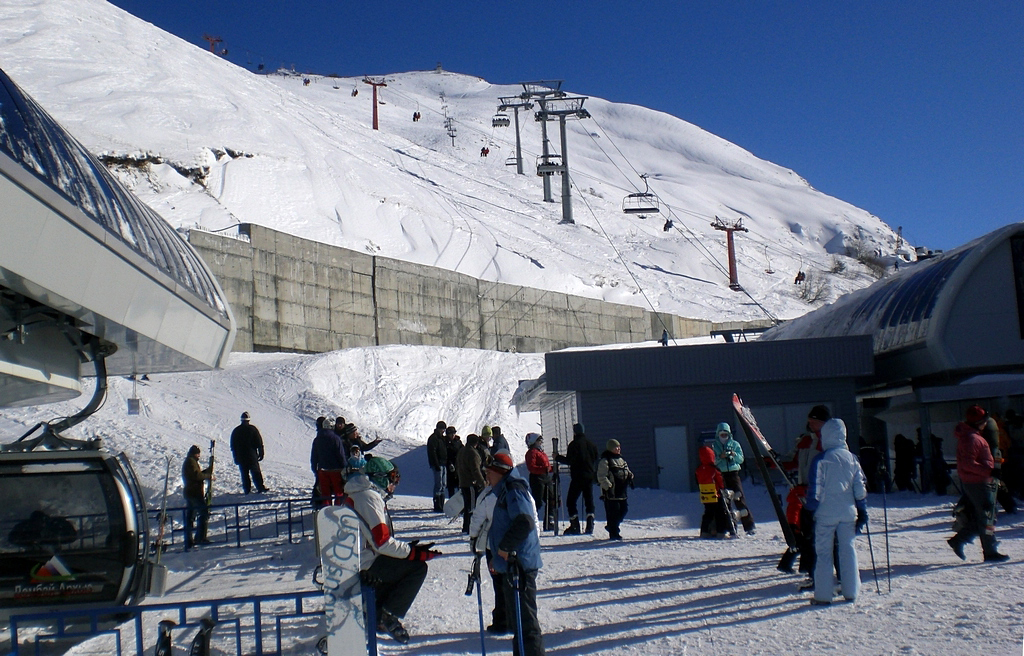
منتجع دومباي للتزلج في روسيا.

تحظى رياضة وسياحة التزلج في الجبال بشعبية واسعة في روسيا. واحد هواتها فلاديمير بوتين ثاني رؤساء روسيا الذي يعتبر من كبار هواة التزلج في الجبال. ولا يخفى على أحد انه يدعم شخصيا تطوير بعض مراكز التزلج الجبلية ومنها مشروع إنشاء المنتجع الجبلي «كراسنايا بوليانا» بالقرب من سوتشي في إقليم كراسنودار. وبعد تنفيذ هذا المشروع ستتوفر للسياح الإمكانية لممارسة التزلج في الجبال والسباحة في البحر في آن واحد. علما ان أكبر قواعد التزلج الجبلية توجد في القوقاز – في برايلبروسية (جمهورية قبردينو – بلقاريا) وقرشايفو- الجمهورية الشركسية. ويأتي إلى جبال ايلبروس وتشيغيت على مدى اربعين عاما الرياضيون والسياح. وانضم اليهم منذ فترة وجيزة هواة رياضة «سنوبوردير». ويوجد وادي دومباي إلى جانب جبل تشيغيت عند السفح الجنوبي لسلسلة جبال القوقاز الرئيسية والذي تحيط به الجبال من كافة الجهات في حلقة متراصة. وتتجاور في هذا الوادي الغابات ذات الخضرة الدائمة مع الكتل الجليدية والشلالات والأنهار الجبلية، وهو يعتبر منذ القدم من أجمل المناطق في العالم.وتشمل إمكانيات هذه المنطقة ممارسة تسلق الجبال والتزلج في الجبال وركوب القوارب في الانهر الجبلية والسياحة الجبلية وغيرها.
في برايلبروسية يمكن للسياح الإقامة في مجامع الفنادق الكبيرة ذات احواض السباحة وكذلك في الفنادق الصغيرة المؤلفة من عدة غرف انيقة تتوفر فيها الأجواء المنزلية والمطابخ في «كراسنايا بوليانا» التي تبعد مسافة ساعة بالسيارة عن البحر الأسود.وقد وفرت هناك كافة الظروف من اجل السياح الذين بوسعهم الإقامة في فندق «راديسون» أو في الأكواخ الخشبية ذات التصاميم المبتكرة. وجبال خابيني في شبه جزيرة كولا صالحة لموسم التزلج الطويل الذي يصل إلى 5 أشهر تقريبا – منذ مطلع ديسمبر/كانون الأول وحتى مطلع مايو/أيار. وفي أبريل/نيسان يكون الثلج جيدا لدرجة ان مباراة بطولة روسيا في رياضة (سنوبورد) تجري هناك سنويا. ومما يؤسف له ان البنية التحتية السياحية لمدين كيروفسك الواقعة في سفوح خيبيني لم تتطور بعد، ولهذا فان خيبيني ملآئمة أكثر للسياحة الداخلية. لكن ممرات التزلج تنتهي عند المدينة مباشرة ويمكن الوصول إليها بالحافلات أو بالسيارة.

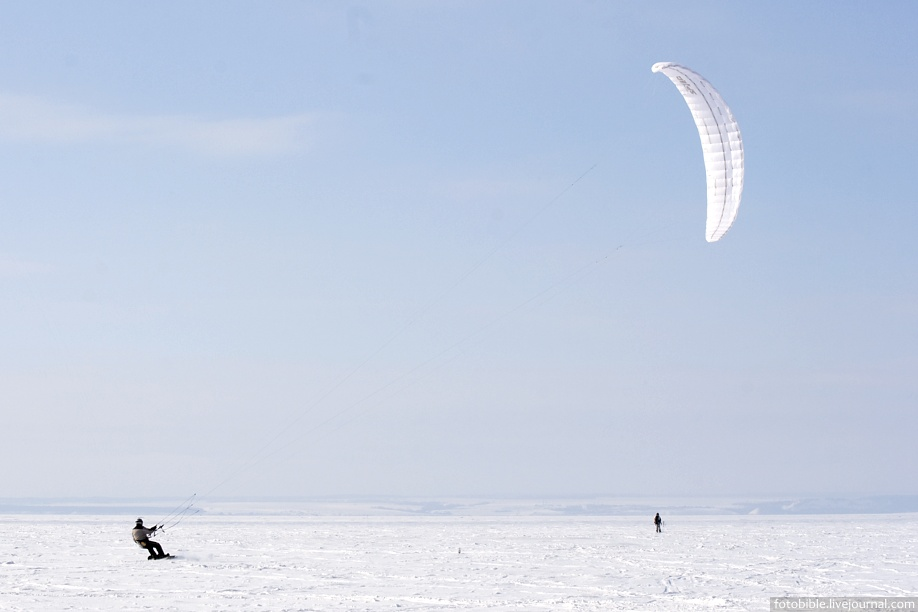

ان جبال الاورال العريقة في القدم غير عالية لكنها تناسب جدا بصورة مثالية ممارسة رياضة التزلج الجماعية بسبب وجود الثلوج بصورة دائمة فيها.ويقبل الاهالي المحليون على ارتياد مركزي التزلج في جنوب الاورال«ابزاكوفو» و«زافياليخا»، لكن تعرف تجهيزاتهما ونوعية طرق التزلج فيهما بعيدا خارج المنطقة.وفي مقاطعة بيرم يوجد مجمع للتزلج على جبل تشوسافايا اما في سفردلوفسك فيوجد على جبل بيلايا وفي مقاطعة كيميروفو مجمعان للتزلج في ميجدوريتشينسك وتاشتاغول وفي إقليم التاي – في منتجع بيلوكوريخا وجبل بيلوخا. تتطور منتجعات التزلج في روسيا بنشاط حيث تنصب فيها رافعات نمساوية وإيطالية وتفتتح فيها الفنادق وتظهر طرق تزلج جديدة. ومنذ فترة وجيزة بدأ الاهتمام بصنف جديد من الاستجمام بممارسة التزلج هو (سكي – تور) – ويمثل توليفة من سياحة التزلج وسياحة التزلج في الجبال.ويجري فيه صعود الجبل بدون مصعد ومن ثم الهبوط منه بالزحافات. وتمارس مثل السياحة في القوقاز وخيبيني والتاي وتناسب من اصابه السأم من المنحدرات المنظمة والمرتبة ومن يريد توسيع إمكانياته في مجال التزلج في الجبال. وتوفر شركات السياحة اللوازم الخاصة من اجل السياح. تتضمن السياحة بارتياد الكهوف زيارة الكهوف الطبيعية أو التي صنعت بأيدي البشر وكذلك ممرات التيه. انها ممتعة نظرا لتنوع التضاريس التي تولد العقبات امام المرور (الآبار والحواجز والشقوق والأنهار الجوفية وهلم جرا)، وكذلك لوجود الظروف الاستثنائية غير المناسبة (الرطوبة العالية وغياب النور الطبيعي). وهذا كله يكسب السياحة في الكهوف عنصر المغامرة ويجعلها محببة للغاية إلى الشباب. كشف ودرس اجمالا في القوقاز والتاي والاورال ما يربو على 5 الآف كهف. وتحولت أهم هذه الكهوف إلى مواقع سياحية. ونذكر منها الكهوف (المناجم) في القوقاز – سنيجنايا وميجينوفو وبانتيوخينا وغيرها. وتحظى بالشعبية في مقاطعة بيرم كهوف كونغور النادرة ومنها كهف ليدنايا، وفي مقاطعة تشيليابينسك – كهوف كورغوزاك ومجموعة كهوف سيكياز – تاماك، وتجذب الاهتمام في مقاطعة بينزا ممرات التيه المتعددة الطوابق المؤلفة من صوامع الرهبان ولم يفتح امام السياح سوى طابقين منها. تعتبر رياضة التزلج على الجليد من أكثر اصناف السياحة الفعالة إقبالا لدى الناس لأن الثلج يتوفر عدة أشهرفي العام في القسم الأكبر من أراضي روسيا. علما انها لا تتمثل فقط بأجراء مسيرات على مدى بضعة أيام في الغابات والتلال والحقول، بل وكذلك في غابات التايغا وسهوب التوندرا والارخبيلات والمناطق المكسوة بالجليد (ومنها في المنطقة القطبية الجنوبية) وفي الجبال.

## رحلات الصيد
تعتبر مناطق المجرى الأسفل للفولغا ودلتا النهر من الأماكن المناسبة جدا لممارسة صيد الأسماك في روسيا حيث تتوفر الأسماك هناك بوفرة كبيرة. ويوجد هناك ما يربو على مائة صنف من الأسماك. علما ان قيودا فرضت على صيد الأصناف الثمينة جدا منها مثل اسماك الحفش والزجر وغيرها.ونعيد إلى الأذهان ان صيد الأسماك والحيوانات والطيورفي المناطق المحمية والمتنزهات الوطنية في دلتا الفولغا ومنها في محمية استراخان محظور بشكل بات. ويعرف حراسها الذين تتعاقد معهم الشركات السياحية اين ومتى يمكن القيام بذلك من قبل زبائنها.ويقطن هواة صيد السمك والحيوانات في اكواخ صغيرة يتم تحويلها إلى فنادق وتوجد بالقرب من الضفة.

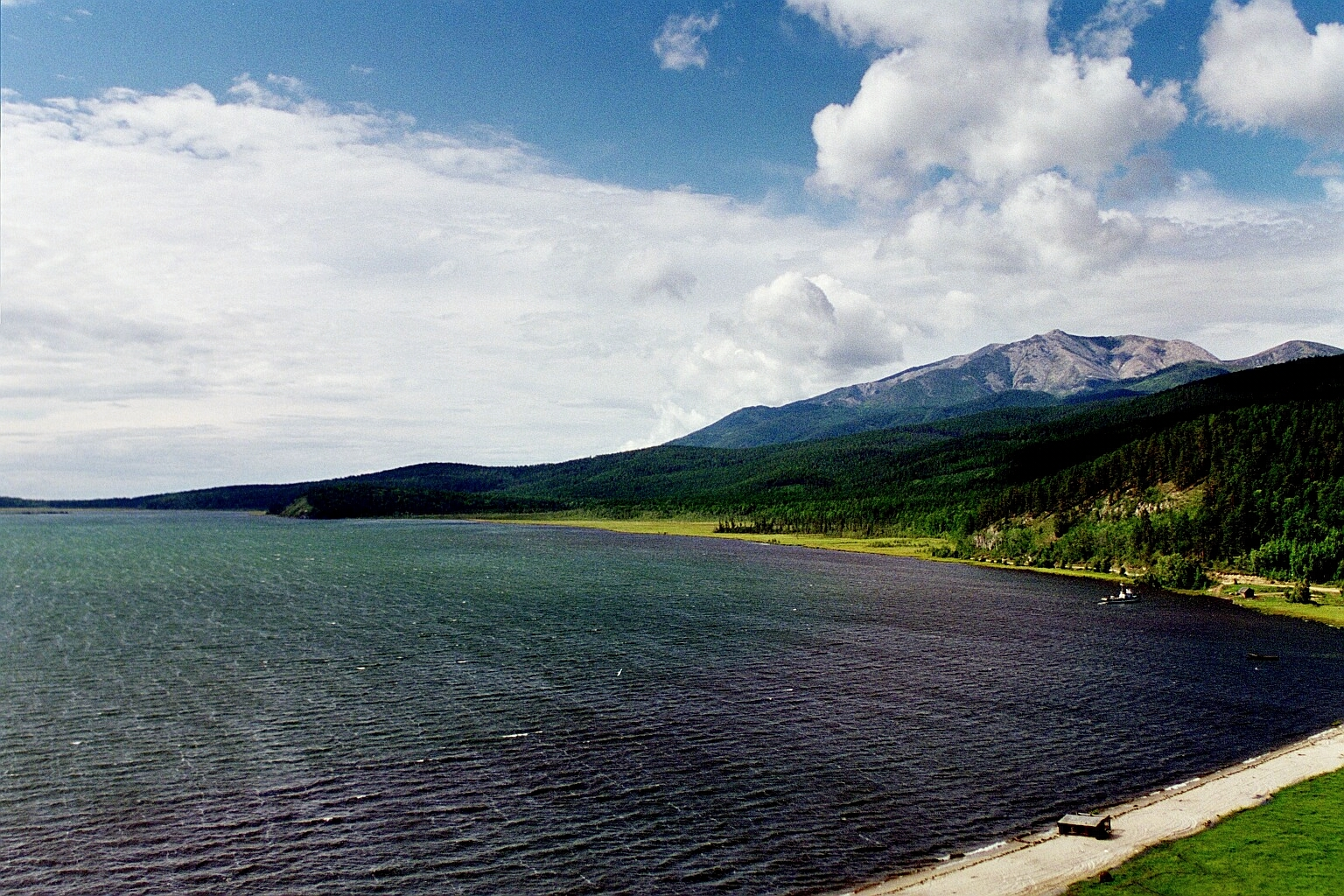
بحيرة بايكال هي أعمق بحيرة مياه عذبة في العالم

يوجد لدى اية شركة خيار بين استئجار الغرفة العادية والفخمة المزودة ربما بحمام «جاكوزي» الملحق بها. كما ان صيد الحيوانات جيد في مقاطعة أستراخان. ويأتي إلى هناك كثير من السياح بصورة خاصة في الخريف حين يبدأ موسم صيد الخنازير البرية. ويمكن التمتع بممارسة الصيد في شبه جزيرة كامتشاتكا. ويسمح في الربيع والخريف بممارسة صيد الدب الاسمر وفي الخريف صيد الايل وخروف الثلوج في مناطق الصيد المحلية. ويسمح بأخذ الغنائم من فرو وجماجم وقرون بموجب وثائق خاصة تزين بيت كل صياد لدى عودته إلى موطنه. تكثر الأصناف الثمينة من السمك مثل حوت السلمون والكراكي وسمك النقط وغيرها من انهار وبحيرات كاريليا حيث لا تفرض اية قيود عمليا على صيد السمك. ويقطن الصياديون في اكواخ تتوفر فيها طكافة وسائل الراحة. وتنظم الشركات السياحية وسائل النقل من مدينة بتروزافودسك. ويأتي إلى مقاطعة مورمانسك سنويا الآف هواة صيد الأسماك من البلدان الإسكندنافية وأوروبا والولايات المتحدة يتم نقلهم بواسطة المروحيات إلى اعماق الغابات التي لا تصلها السيارات. ويعتقد اهالي مورمانسك ان صيد الأسماك في نهري فارزوغا وبونوي يعتبر الأفضل في العالم.

## سياحة التزلج في الجبال
تحظى رياضة وسياحة التزلج في الجبال بشعبية واسعة في روسيا. واحد هواتها فلاديمير بوتين ثاني رؤساء روسيا الذي يعتبر من كبار هواة التزلج في الجبال. ولا يخفى على أحد انه يدعم شخصيا تطوير بعض مراكز التزلج الجبلية ومنها مشروع إنشاء المنتجع الجبلي «كراسنايا بوليانا» بالقرب من سوتشي في إقليم كراسنودار. وبعد تنفيذ هذا المشروع ستتوفر للسياح الإمكانية لممارسة التزلج في الجبال والسباحة في البحر في آن واحد. علما ان أكبر قواعد التزلج الجبلية توجد في القوقاز – في برايلبروسية (جمهورية قبردينو – بلقاريا) وقرشايفو- الجمهورية الشركسية. ويأتي إلى جبال ايلبروس وتشيغيت على مدى اربعين عاما الرياضيون والسياح. وانضم اليهم منذ فترة وجيزة هواة رياضة «سنوبوردير». ويوجد وادي دومباي إلى جانب جبل تشيغيت عند السفح الجنوبي لسلسلة جبال القوقاز الرئيسية والذي تحيط به الجبال من كافة الجهات في حلقة متراصة. وتتجاور في هذا الوادي الغابات ذات الخضرة الدائمة مع الكتل الجليدية والشلالات والأنهار الجبلية، وهو يعتبر منذ القدم من أجمل المناطق في العالم.وتشمل إمكانيات هذه المنطقة ممارسة تسلق الجبال والتزلج في الجبال وركوب القوارب في الانهر الجبلية والسياحة الجبلية وغيرها. وفي برايلبروسية يمكن للسياح الإقامة في مجامع الفنادق الكبيرة ذات احواض السباحة وكذلك في الفنادق الصغيرة المؤلفة من عدة غرف انيقة تتوفر فيها الأجواء المنزلية والمطابخ في «كراسنايا بوليانا» التي تبعد مسافة ساعة بالسيارة عن البحر الأسود.وقد وفرت هناك كافة الظروف من اجل السياح الذين بوسعهم الإقامة في فندق «راديسون» أو في الأكواخ الخشبية ذات التصاميم المبتكرة.
وجبال خابيني في شبه جزيرة كولا صالحة لموسم التزلج الطويل الذي يصل إلى 5 أشهر تقريبا – منذ مطلع ديسمبر/كانون الأول وحتى مطلع مايو/أيار. وفي أبريل/نيسان يكون الثلج جيدا لدرجة ان مباراة بطولة روسيا في رياضة (سنوبورد) تجري هناك سنويا. ومما يؤسف له ان البنية التحتية السياحية لمدين كيروفسك الواقعة في سفوح خيبيني لم تتطور بعد، ولهذا فان خيبيني ملآئمة أكثر للسياحة الداخلية. لكن ممرات التزلج تنتهي عند المدينة مباشرة ويمكن الوصول إليها بالحافلات أو بالسيارة. ان جبال الاورال العريقة في القدم غير عالية لكنها تناسب جدا بصورة مثالية ممارسة رياضة التزلج الجماعية بسبب وجود الثلوج بصورة دائمة فيها.ويقبل الاهالي المحليون على ارتياد مركزي التزلج في جنوب الاورال«ابزاكوفو» و«زافياليخا»، لكن تعرف تجهيزاتهما ونوعية طرق التزلج فيهما بعيدا خارج المنطقة.وفي مقاطعة بيرم يوجد مجمع للتزلج على جبل تشوسافايا اما في سفردلوفسك فيوجد على جبل بيلايا وفي مقاطعة كيميروفو مجمعان للتزلج في ميجدوريتشينسك وتاشتاغول وفي إقليم التاي – في منتجع بيلوكوريخا وجبل بيلوخا. تتطور منتجعات التزلج في روسيا بنشاط حيث تنصب فيها رافعات نمساوية وإيطالية وتفتتح فيها الفنادق وتظهر طرق تزلج جديدة. ومنذ فترة وجيزة بدأ الاهتمام بصنف جديد من الاستجمام بممارسة التزلج هو (سكي – تور) – ويمثل توليفة من سياحة التزلج وسياحة التزلج في الجبال.ويجري فيه صعود الجبل بدون مصعد ومن ثم الهبوط منه بالزحافات. وتمارس مثل السياحة في القوقاز وخيبيني والتاي وتناسب من اصابه السأم من المنحدرات المنظمة والمرتبة ومن يريد توسيع إمكانياته في مجال التزلج في الجبال. وتوفر شركات السياحة اللوازم الخاصة من اجل السياح.

## الجولات البحرية والنهرية
تعتبر الجولات في السفن والمراكب من اصناف السياحة المائية واحد الاتجاهات الرئيسية للسياحة في روسيا. علما ان غالبية السياح الاجانب (نسبة حتى 90 بالمائة) يفضلون الجولات في السفن في مسار موسكو – بطرسبورغ لفترة 3 – 4 أيام في اتجاه واحدة، اما الباقون فيفضلون الجولات في نهر الفولغا وانهار سيبريا وهي: لينا وينيسي واوب وامور. وعادة تمر السفن بين موسكو وبطرسبورغ على جزر فالعام اما السفن التي تقل مجموعات كبيرة من السياح الاجانب فتعرج على جزيرة كيجي. وعموما فان أبناء روسيا تعجبهم الرحلات والجولات في المراكب من بطرسبورغ إلى فالعام وسولوفكي وكيجي ذهابا وايابا. وتتم هذه الجولات عبر الانهر والبحيرات المرتبطة ببعضها البعض بواسطة القنوات أو المعابر المائية. علما ان القسم الأكبر من الطريق يتم نزولا مع تيار الماء في الأنهار، اما الصعود فيجري عبر بوابات السدود (الهويسات). فمثلا ان الجولة النهرية من موسكو (عبر قناة موسكفا – الفولغا- اوكا – قناة موسكفا) تتم في فترة الملاحة مرتين في الشهر وتستغرق 8 – 10 أيام (مع المرور بالمدن الروسية القديمة ياروسلافل واوغليتش ونيجني نوفغورود). وتستخدم فيها ا لمراكب ذات الطابقين فقط لأن نهر اوكا ليس عميقا جدا. اما أطول الرحلات فتتم في نهر الفولغا (9 – 13 يوما من موسكو إلى استراخان) وتقوم بها خيرة السفن المؤلفة من أربعة طوابق. وتتم في فترة الملاحة الصيفية 2 – 3 رحلات فقط. اما في انهار سيبيريا فتسير سفينة واحدة ذات اربع طوابق في كل من نهر لينا من ياقوتسك إلى ايغاركا وفي نهر ينيسي من كراسنويارسك إلى دودينكي وفي نهري اوب وارطيش من اوكسك إلى خانتي – مانسييسك وهلمجرا. كما توجد في روسيا سياحة بواسطة محطمات الجليد التي تقوم برحلات حول جزر المحيط المتجمد الشمالي (ارض فرانتس يوسف ونوفايا زيمليا وجزر ارخبيل شبيتسبرغن). وتنظم رحلات بحرية في شمال غرب البلاد – في مقاطعة كالينينغراد وسانكت-بطرسبورغ ومورمانسك وارخانغلسك بمحاذاة سواحل البلطيق وبحر بارنتس والبحر الأبيض وأحيانا توفر الفرص لصيد الأسماك والروبيان والحبار وغير ذلك. تتخصص الشركات السياحية اليابانية والأمريكية في تنظيم الرحلات عند سواحل ساخالين وكامتشاتكا وتقوم الشركات الروسية بتنظيمها تلبية لطلبها. وثمة إقبال على الاخص على زيارة جزر كوماندور.

## سياحة المناسبات

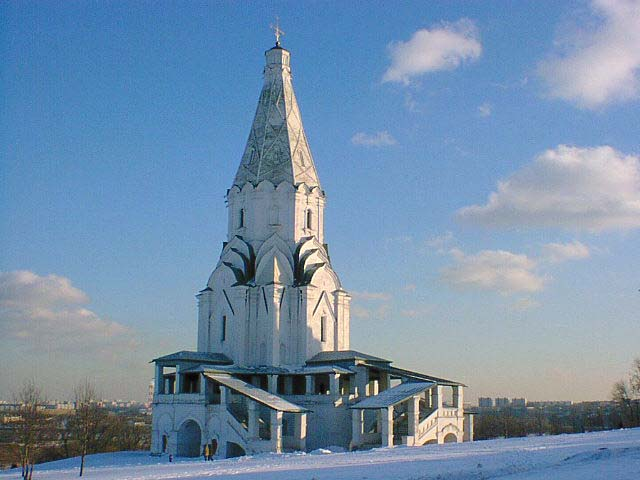
كنيسة الصعود في كولومينسكوي، موقع يونسكو للتراث العالمي

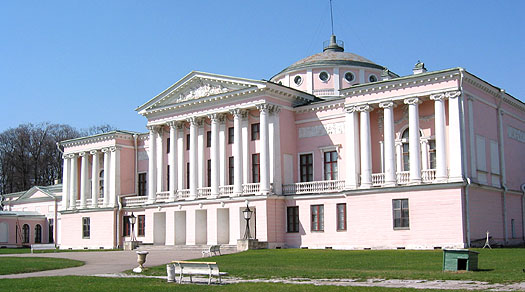
قصر أوستانكونو.

بدأت سياحة المناسبات منذ فترة وجيزة. علما ان المناسبات التي يمكن ان تجذب السياح ليست كثيرة. لكنها ستظهر قريبا لأن السلطات السياحية في الأقاليم قد وضعت هذا الهدف امامها. وفي كافة الأحوال فان بوسع اية شركة في روسيا تنظيم رحلة لحضور هذه المناسبة أو تلك. لكن يجب الاستعداد لذلك مسبقا. اما الاحداث التي يمكن ان تجذب السياح إلى روسيا فهي المباريات الرياضية الدولية الكبرى (كأس الكرملين في التنس ومباريات هوكي الجليد أو كرة القدم وعيد الشمال الرياضي في مقاطعة مورمانسك) والأحداث الثقافية مثل مهرجان موسكو السينمائي الدولي والأعياد الاثنية (عيد حلول الصيف في ياقوتيا واسابيع الثقافة والفنون لمختلف البلدان والشعوب وكذلك اسبوع المرافع بموسكو). يعتبر التاسع من مايو/ايار وهو يوم النصر على ألمانيا الفاشية من أجمل الأعياد وأكثرها جاذبية في روسيا. وفي هذا اليوم تقام استعراضات عسكرية في كثير من مدن البلاد. وتقام أكبرها في المدن – البطلة وفي مقدمتها موسكو وبطرسبورغ وفولغاغراد (ستالنيغراد سابقا) ومورمانسك. كما يتطور تدريجيا نوع مستقل من السياحة مثل رحلات الحج ولاسيما من اجل المسيحيين الأرثوذكس. اما الغاية من الرحلات لتذوق الاطعمة فهي دراسة خصائص الاطعمة في بلد معين. وهذا الصنف من السياحة ما زال في بدايته في روسيا ولا تنظم رحلات خاصة كهذه خصيصا بعد، ولهذا تدرج مثل هذه الرحلات ضمن البرامج الرئيسية للسياحة. ويجري التعرف على اطباق الطعام الروسية في أثناء زيارة خيرة المطاعم الروسية حيث يجري الالتزام بصرامة بالتقاليد الروسية لطهي وتناول وتقديم اطباق الطعام. وفي بعض المناطق ومنها مقاطعة ياروسلافل تقدم برامج مثل «وجبة غداء في الكوخ الروسي». وتقدم عادة في بيت ريفي يستقبل اصحابه الضيوف بالخبز والملح حسب التقاليد الروسية. وتقوم ربة البيت نفسها بصنع الخبز في الفرن وتخرج من قبو البيت المخللات وتغلي البطاطس المزروعة في حديقة بيتها... ان القيمة الثمينة لهذا الأسلوب في تقديم الطعام تكمن في أن الاطعمة المقدمة نظيفة من الناحية الايقولوجية. ويقبل السياح على زيارة مصانع النبيذ والفودكا وتذوق منتجاتها. وغالبا ما تنظم الرحلات لزيارة مصانع النبيذ في إقليم كراسنودار حيث تزرع الاعناب بكثرة سواء من الأصناف المحلية أو الأوروبية.

## الجولات السياحية الثقافية

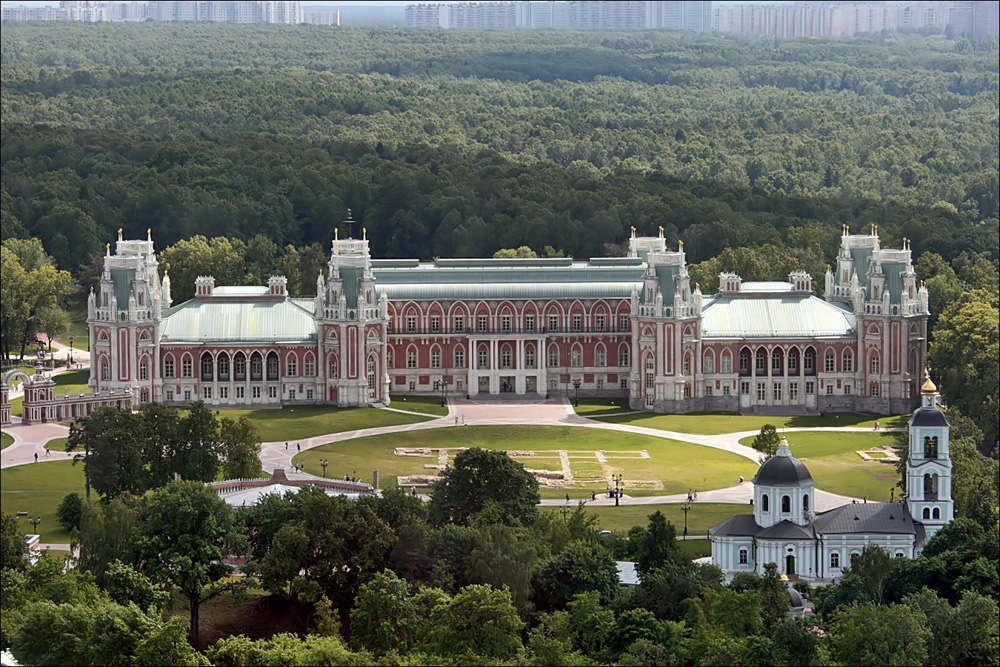
منتزه تساريتسينو والقصر.

تجري الجولات السياحية الثقافية من اجل اهداف معرفية والاطلاع. وقد تطور هذا الصنف من السياحة على الاخص في وسط روسيا والأقاليم الشمالية – الغربية حيث توجد المعالم التاريخية والثقافية الرئيسية في بلادنا. وتعرف في العالم أجمع المراكز الرئيسية التي تجري فيها هذه الجولات وهي موسكو حيث يوجد المجمع المعماري الفخم للكرملين وقصور سانكت- بطرسبورغ والمدن القديمة في «الطوق الذهبي». وتوجد إلى جانبها أماكن ومعالم حضارية نادرة يحصل كل روسي أو اجنبي لدى زياراتها على انطباعات لا تنسى. ان موسكو هي قلب روسيا وعاصمتها ومركزها العملي والعلمي والثقافي والسياحي. وقد جاء ذكر المدينة في أسفار التاريخ لأول مرة في عام 1147. وقد أسس المدينة يوري دولغوروكي امبر سوزدال. وقد ساعد الموقع الجغرافي المناسب للمدينة عند تقاطع الطرق التجارية الهامة بين نهري اوكا والفولغا على تطورها ونموها بسرعة. وأصبحت اليوم أكبر مدينة بروسيا (يمكن الاطلاع على مزيد من المعلومات حول موسكو في قسم المراجع الخاص). لقد أصبحت موسكو واحدة من اجل مدن العالم بفضل موهبة المعماريين الروس والاجانب. ولا تنفصل صورتها عن الكرملين وكاتدرائية فاسيلي بلاجيني بقببه الساحرة وكاتدرائية المسيح المخلص التي اعيد تشييدها وكذلك الكثير من الاديرة ومجامع القصور والمتنزهات والحدائق. ويوجد في العاصمة أكثر من 70 مسرحا (من أشهرها مسرح البولشوي) وعدد كبير من المجموعات الفنية المحفوظة في مئات المتاحف. كما ان موسكو مركز لأدارة الأعمال وتعقد فيها المؤتمرات الكبرى والندوات والمهرجانات وتقام فيها المعارض الصناعية والأسواق التجارية. ويقام فيها مهرجان موسكو السينما الدولي ومعرض السياحة الدولي. يوجد ويصان في ضواحي موسكو حوالي 2200 من المعالم الثقافية والتاريخية والطبيعية. ويصبو السياح من اجل مشاهدتها لزيارة مدن سرغييف – بوساد وزفينوغورود وسيربوخوف وكولومنا والقصور والضياع الجميلة في ارخانغلسكويه ومارفينو وابرامتسوفو وغيرها. وتجذب الضيوف على الاخص منطقة الاديرة التي تعتبر منذ زمن بعيد من مراكز الكنيسة الأرثوذكسية الروسية. ونذكر من بينها المجامع المعمارية الرائعة الجمال في لافرا الثالوث المقدس وسرجيوس ودير اورشليم الجديدة ودير يوسف-فولوكولامسكي. وتطلق تسمية «طوق روسيا الذهبي» على المدن الروسية القديمة سيرغييف بوساد وبيريسلافل وروستوف العظيم وياروسلافل واوغليتش وكوستروما وسوزدال وفلاديمير وغيرها. ويشاهد السياح تلاوين بلاد روس القديمة في عشرات آثار العمارة والثقافة والتاريخ لفترة القرون 12 – 17. وادرج بعضها في سجل التراث العالمي لليونسكو ومنها مجمع دير لافرا الثالوث المقدس وسرجيوس وروائع العمارة في فلاديمير وسوزدال المبنية من الحجر الأبيض. ان مدن الطوق الذهبي ذات جاذبية أيضا بما فيها من منتجات النصاعات الحرفية الشعبية الروسية. ولم تتغير على مدى عشرات وحتى مئات السنين النقوش التقليدية للصواني من قرية جوستوفو والعلب الصقيلة من بلدة باليخ.وتظهر في متحف العمارة القديمة ومعيشة الفلاحين في مدينة سوزدال اساليب الحياة الروسية. كما يوجد طوق ذهبي صغير يتضمن الآثار التاريخية في مقاطعة فلاديمير ومنها الإبداع الفذ للمعماريين الروس القدماء المتمثل بكنيسة بوكروف نا نيرلي المبنية من الحجر الأبيض.
ربما تعتبر سانكت بطرسبورغ من أكثر مدن روسيا من حيث المسحة الرومانسية. ويوافق كل مواطن روسي على ذلك. وتكسبها الكورنيشات القديمة والجسور المتحركة عند ضباب الغروب الوردي اللون نوعا من الغموض والسحر الرقيق. وان الليالي البيض التي يمكن مشاهدتها في كل صيف تحول المدينة إلى مدينة للعشاق الذين يتنزهون حتى الفجر في ساحة القصر وشارع نيفسكي بروسبكت ويطلقون التنهدات على المصاطب وممرات متنزهات تسارسكويه سيلو والحديقة الصيفية العريقة في القدم. وتتوجه من موسكو اعتبارا من الربيع وحتى الخريف عدة قطارات يوميا إلى بطرسبورغ لكي تكشف امام السياح هذه المدينة العجيبة التي تطلق عليها التسمية الشاعرية – تدمر الشمال. ويجري اطلاعهم على مسرح مارينسكي للأوبرا والباليه ومتحف الارميتاج وجسر انيتشكوف والقصور الكثيرة التي تبهج كل إنسان مثقف. كما توجد في ضواحي بطرسبورغ قصور ومتنزهات رائعة تصون الذكريات عن الاباطرة الروس بدءا ببطرس الأكبر ويكاترينا الثانية وأيضا الكتاب الروس مثل الكسندر بوشكين. ويوجد في شمال غرب البلاد «الطوق» الثالث الذي تتم فيه الجولات السياحية وهو «طوق روسيا الفضي» الذي يتضمن المدن الروسية القديمة نوفغورود المشهورة بالكرملين الذي شيد في القرون 11 – 15 وبسكوف التي توجد فيها المحمية – المتحف «تلال بوشكين»(الضيعة التي عاش فيها بوشكين)وكذلك مدن ايفانغورود وغدوف وبورخوف بقلاعها القديمة. ويقطع لاسياح الآف الكيلومترات من اجل مشاهدة متحف كيجي في الهواء الطلق ودير فالعام في كاريليا.وتزين الكنيسة الخشبية في كيجي 22 قبة. اما دير فالعام فيعتبر أحد المراكز الدينية في روسيا وتأسس في القرن الرابع عشر. توصف جزر سولوفكي بأنها لؤلؤة البحر الأبيض ومفخرة الشمال الروسي. وقد تحولت خلال تاريخها الطويل إلى أحد أهم مراكز الجولات السياحية في شمال روسيا عدة مدن منها فولوغدا وارخانغلسك وكارغوبول وكذلك الدير الشهير كيريلو – بيلوزيرسكي حيث تحفظ اثمن الايقونات لفترة القرون 15 – 18. تعتبر مدن حوض الفولغا – نيجني نوفغوغورد وقازان وفولغاغراد واستراخان – من أكبر المراكز السياحية الروسية. بنيت مدينة نيجني نوفغوغورد منذ قرون عديدة في مكان التقاء نهري فولغا واوكا وذاع صيتها بصفتها من المراكز التجارية والعلمية والثقافية الكبيرة. وتقام هنا سوق نيجني نوفغوغورد الشهيرة. واشتهرت هذه الأماكن بصناعاتها الحرفية الشعبية مثل زخارف خوخلوما وغوروديتس وكذلك نقوش غوروديتس المحفورة. اما في قازان عاصمة جمهورية تتارستان فتتجاور الآثار المعمارية المسيحية (كرملين قازان) إلى جانب الآثار الإسلامية، بينما تتشابك تقاليد الشعبين الروسي والتتاري في زخارف عجيبة. يشاهد السياح في المجرى الأوسط لنهر الفولغا كورنيشات مدن الفولغا القديمة سامارا وساراتوف واوليانوفسك (مسقط رأس لينين). اما في المجرى الأسفل لنهر الفولغا فتجذب السياح مدينة فولغاغراد (ستالينغراد) المشهورة بتلة مامايف كورغان العظيمة التي اقيمت تكريما لذكرى المدافعين عن ستالينغراد ومدينة استراخان القديمة البهيجة المنظر فقد كانت ملاذا للهاربين والطريدين منذ القرن الثالث عشر. ويقع مركز المدينة التاريخي في جزيرة فولغسكي التي يتوسطها الكرملين المبني من الحجر الأبيض في مطلع القرن السابع عشر.

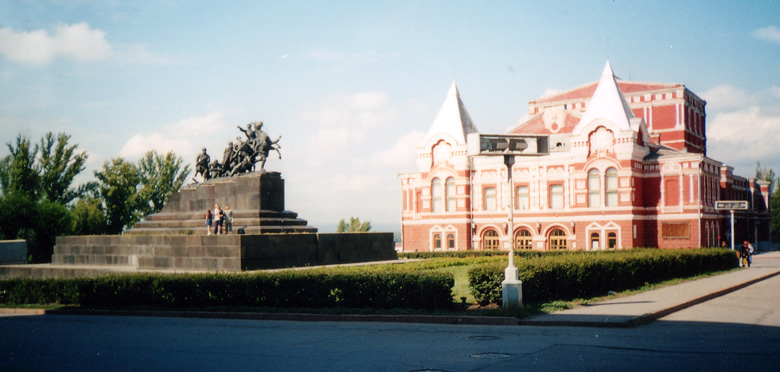
المسرح الدرامي في سامارا

تتمثل سيبيريا قبل كل شيء في إقليم كراسنويارسك. وعاصمته مدينة كراسنويارسك فريدة من نوعها لكثرة النافورات المبتكرة فيها. ويوجد في هذه المدينة المتحف المحلي الذي يحتوي على مجموعة غنية من المقتنيات السيبيرية واعتبر في عام 2001 من خيرة متاحف الأقاليم الروسية. وتأسست مدينة ينيسيسك القيمة في شرق سيبيريا في عام 1619 وتجذب زوارها بما فيها من بيوت خشبية قديمة مزينة بزخارف تشبه تخاريم الدنتلا. وتعتبر جمهورية توفا المركز الجغرافي لآسيا، وهي أحد المراكز القليلة للديانة البوذية في روسيا. وبقيت في سهوب توفا الأصنام الحجرية الوثنية التي يرجع عهدها إلى ألفي عام. ولم يتغير نمط الحياة التقليدي لشعب توفا عمليا خلال قرون عديدة كما لم تتغير الطبيعة العذراء المحيطة بها. وتؤكد ذلك أعمال السحرة ومظاهرها والمصنوعات الحرفية الشعبية واصناف الاطعمة والثقافة والغناء التوفي الفريد من نوعه عبر الحنجرة الذي تتضمنه برامج السياحة في المنطقة. تمت المحافظة على تقاليد السحرة لدى أبناء بورياتيا أيضا وهم يمثلون أكبر القوميات في سيبريا ويعيشون في الغابات والجبال والسهوب في جنوب وشرق بحيرة بايكال. ومنذ القرن اثامن عشر اعتنق أبناء بوريلاتيا البوذية وشيدوا عشرات المعابد واديرة اللاما التي لم يتبق منها ويا للأسف الا القلائل.
وتعتبر مدينة اركوتسك الواقعة على ضفاف انغارا من المراكز الثقافية والغعلمية والسياحية الكبيرة في شرق سيبريا. علما انها مدينة لأزدهارها إلى موقعها المناسب في طريق القوافل التجارية من روسيا وأوروبا إلى منغوليا والصين. ينجذب هواة السياحة إلى الأماكن القديمة قبل كل شيء إلى الجولات السياحية في جنوب روسيا وفي عدد من مدن إقليم كراسنودار (انابا وتامان).

## سياحة علاجية

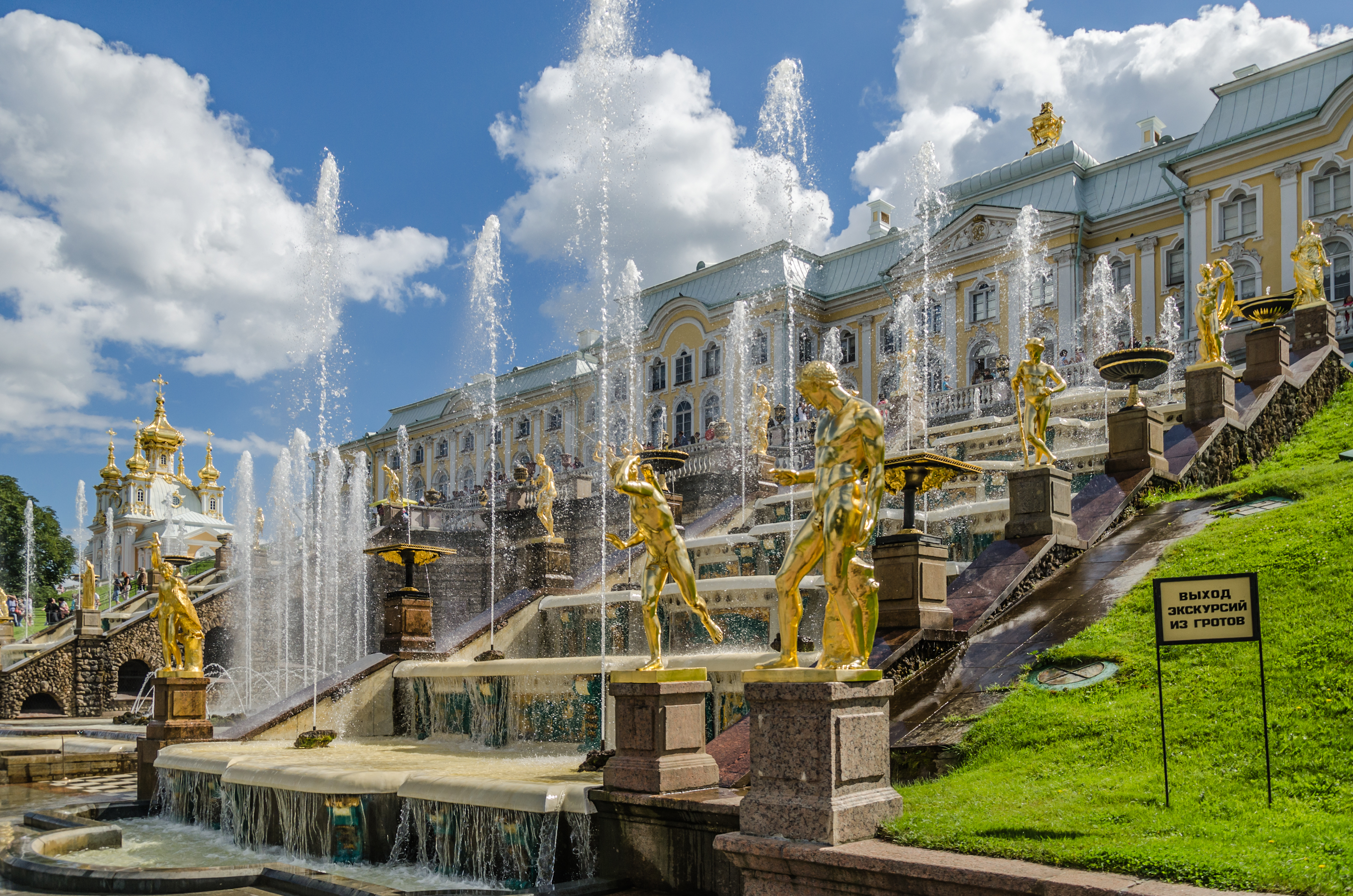
الشلال الكبير في بيترهوف: معلم سياحي ثقافي يضيف إلى جمال السياحة العلاجية في روسيا

يعتبر الاستجمام من اجل استعادة المعافاة نوعا فرديا من أنواع السياحة وينقسم طبقا لوسائل التأثير إلى علاج باستخدام أحوال المناخ والبحر والمياه والاطيان والاوحال وغيره.وينسب اليه أيضا الاستجمام على البلاج. ويمكن للشخص وفقا لحالته الصحية واتجاه مؤسسة العلاج والمعافاة ان يختار السفر إلى الجنوب إلى ساحل بحر آزوف والبحر الأسود في إقليم كراسنودار، وإلى القوقاز – إلى ينابيع المياه المعدنية في منرالنيه فودي القوقازية وإلى غابات البتولا أو الصنوبر بضواحي موسكو، وإلى سواحل بحر البلطيق في مقاطعة كالينينغراد وكذلك إلى الأنهار ذات المياه المعدنية في بورياتيا. ولا تنضب قدرات الموارد الطبيعية في روسيا في مجال العلاج والاستجمام لغرض المعافاة. وتتسم بأهمية عالمية مناطق الاستجمام النادرة في منرالنيه فودي القوقازية وساحل البحر الأسود في القوقاز وبحيرة بايكال. أسس بطرس الأكبر في عام 1719 أول منتجع في البلاد هو «مارتسيالنيه فودي» في كاريليا. وقد تأسس مجمع المصحات وقواعد الاستجمام في البلاد في اعوام السلطة السوفيتية، لكن يجري تحديثه الآن. وتجمع صناعة المنتجعات في روسيا بمهارة بين المعارف النادرة للآباء والأجداد واساليب العلاج القديمة غير التقليدية واحدث منجزات الطب.ومن الاتجاهات الأخيرة اقران العلاج بالاستجمام الصحي الفعال والرياضة. توجد بضواحي موسكو شبكة كبيرة من المصحات التي تستخدم في العلاج العوامل الطبيعية المحلية – الهواء في الغابة وينابيع المياه المعدنية والبحيرات والأنهار. ويعتبر ضمن المنتجعات ذات الاهمية في عموم روسيا مصح دوروخوفو ومصح تيشكوفو حيث تنفع المياه المعدنية الطبيعية للشرب والاستحمام. ان القاعدة العلاجية للمصحات في ضواحي موسكو هي من أفضل القواعد في البلاد، ويمكن ان يقترن العلاج بأجراء جولات سياحية وممارسة الفعاليات في مراكز المعافاة وركوب الجياد وهلمجرا. ان ساحل البحر الأسود منطقة استجمام محببة لدى المصطافين وتحظى بالإقبال في روسيا. وتعتبر سوتشي وانابا وغيلندجيك منذ بداية الصيف وحتى الخريف مكانا يحج اليه أبناء روسيا من كافة ارجاء البلاد. ويأتي إلى هناك ملايين الروس طلبا للبحر والشمس والفواكه وجمال الطبيعة والمناخ الصحي المناسب للعلاج في المنطقة شبه الاستوائية.
مصيف سوتشي الشهير هو مكان تجري فيه اللقاءات الدولية لرؤساء روسيا كما انها عاصمة الأولمبياد الشتوي لعام 2014. ويمتد المكصيف على ساحل البحر الأسود لمسافة 120 كيلومترا. اما العامل العلاجي الرئيسي فيه فهو مياه ماتسيستا المعروفة منذ قديم الزمان بصفاتها العلاجية لكونها مشبعة بكبريتيد الهيدروجين.وتفتتح في سوتشي سنويا فنادق ومراكز صحية ولياقة بدنية ومتنزهات مائية جديدة لجذب المصطافين. وتتوفر أماكنيات كبيرة على ساحل البحر الأسود لممارسة رياضة (وندسيرفينغ) والغوص. اما مصيف انابا فهو لأستجمام الأطفال والعوائل علما ان ثلث المصحات فيه مخصص للاطفال. وتتوفر هناك احدث منجزات الطب وتعالج هناك جميع الأمراض نظرا لتوفر الايام المشمسة الكثيرة سنويا (حوالي 280 يوما) والمياه المعدنية واصناف العنب العلاجية. في خلال الأعوام الثلاثة الأخيرة تحولت غيلينجيك من مدينة اصطيف هادئة إلى مدينة الأعياد. وتقام فيها طوال موسم الاصطياف المهرجانات والحفلات التنكرية وعروض الطيران وغير ذلك من الاحداث البارزة التي تجذب الضيوف إلى المدينة. وقد شيدت المصحات ودور الاستجمام في الخط الساحلي على امتداد خليج غيلينجيك حيث تنمو اشجار صنوبر بيتسوندا ذات الاريج العطر والأوراق الابرية الطويلة بشكل غير اعتيادي. تعتبر مدينة منرالنيه فودي القوقازية من مناطق الاصطياف المحمية بصورة خاصة. انها المصيف الوحيد في البلاد الذي يجري فيه الاستجمام طوال العام كما لا يوجد له مثيل في المنطقة الاوراسية. ويوجد هناك ما يربو على مائة ينبوع للمياه المعدنية من 13 صنفا. ويتم فيها علاج امراض القلب والاوعية الدموية بطريقة المشي في الهواء الطلق لفترات محددة بجرعات. كما يستخدم العلاج بالاوحال في بحيرة تامبوكان. كما ان مصيف كيسلوفودسك يمثل أكبر مصايف المنطقة وأكثرها تطورا وتأسس منذ 200 عام. وتعالج هناك بواسطة المياه المعدنية «نازران» امراض الجهاز الهضمي وجهازي التنفس ودوران الدم والجهاز العصبي. ويوجد في مصيف يسينتوكي المجاور أحد أكبر مصحات العلاج باستخدام الاوحال والمتخصصة بعلاج امراض الجهاز الحركي والجهاز العصبي وآثار الكسور والرضوض. ويستخدم مصيف بيتيغورسك وهو من أقدم منتجعات المنطقة مياه حوالي 40 ينبوعا للمياه المعدنية. وذاع صيت مصيف آخر هو جيليزنوفودسك بالمياه المعدنية العلاجية من صنف «سلافيانوفسكايا» و«سميرنوفسكايا» التي تستخدم في علاج امراض الجهاز الهضمي والمرارة والكليتين وتساعد على استعادة الايض بصورة طبيعية. ويحفظ مصيف بياتيغورسك الذكريات عن الشاعر الروسي الشهير ميخائيل ليرمنتوف. تجذب مقاطعة كالينينغراد السياح لمناخها الناعم وبلاجاتها الرملية ومشاهد الطبيعة الساحرة التي تؤثر تأثيرا علاجيا لدى أبناء المدن الروسية والاجنبية. وتوفر المصحات والفنادق الانيقة الإمكانيات للأستجمام الصحي في «اقليم الكهرمان» هذا، وهي التسمية التي تطلق على إقليم كالينينغراد.وكانت مدينة سفيتلوغورسك وهي المصيف الرئيسي في الإقليم والتي أسسها الالمان في القرن الثالث عشر باسم راوشن من المصايف المعروفة في بروسيا الشرقية.
ألتاي إقليم نادر تكثر فيه الينابيع المختلفة.وتعتبر إلى جانب الطين الرادوني الحاوي على الفضة من موارد العلاج الرئيسية في إقليم التاي الجبلي. ويوجد على مدى أكثر من 100 عام مصيف بيلوكوريخا حيث يقدم العلاج بالمياه المعدنية وكذلك بالاوحال والعقاقير التقليدية لأقليم التاي كما توجد على مدى 150 عاما تقريبا الحمامات العلاجية باستخدام المستحضرات من قرون وعول الجبال. وفي الشتاء يقرن نزلاء المصحات العلاج برياضة التزلج في الجبال اما في الصيف فتتم جولات إلى بحيرة تيليتسكويه. يجري العلاج في منطقة بحيرة بايكال بالاستفادة من البيئة النقية النادرة المتمثلة بهواء الجبال والغابات. كما توجد هناك احتياطيات غنية جدا من المياه المعدنية وبحيرات العلاج بالاوحال. ويوجد في مقاطعة اركوتسك أكبر حوض من المياه الارتوازية المعدنية في العالم عند مجر النهرين انغارا ولينا، وهو عبارة عن حوالي ثلثمائة ينبوع (تتم تعبئة مياه ثمانية منها في القناني) وست بحيرات كبيرة. كما تنظم رحلات علاجية إلى بحيرة بايكال وما وراء البحيرة. وفي بورياتيا يوجد عند سفوح جبال سايان منتجع ارشان الجبلي- المناخي حيث تستخدم في العلاج المياه الجوفية الساخنة والاوحال الكبريتيدية. بينما يتلقى رواده بأنفسهم العلاج بالحمامات الشمسية وهواء غابات التايغا. كما يوجد في مقاطعة تاشيتا ما يربو على 300 ينبوع من مختلف اصناف المياه المعدنية وأكثر من 30 بحيرة اوحال.وتحظى بالشهرة على الاخص مياه نارزان في منتجع داراسون ومياه الينابيع مولوكوفكي والاوحال الكبريتيدية في بحيرة اوغدان والتي يأتي إليها من اجل العلاج اهالي القسم الأوروبي من روسيا. يجري العلاج في بريموريه في جنوب شرقي روسيا بواسطة المياه المعدنية المحلية والعلاج بالاوحال في البحر والبحيرات.وأشهر هذه المنتجعات هي شماكوفسكي وسادغورود حيث تستخدم اساليب العلاج القديمة بواسطة الأعشاب ومنها جذر جينشينغ الشهير. اما كامتشاتكا فهي إقليم جبلي ساحر توجد فيه ذرى البراكين المغطاة بالثلوج البيض والأنهار الجبلية السريعة الجريان بينما تزين وديانة البحيرات العميقة ونافورات المياه الساخنة المتصاعدة من اعماق الأرض. وتستخدم مياه الينابيع الباردة والساخنة ناليتشيفسكويه في استعادة الشباب والعلاج والاوحال العلاجية الثمينة في بحيرة البط.

## استجمام الأطفال والشباب

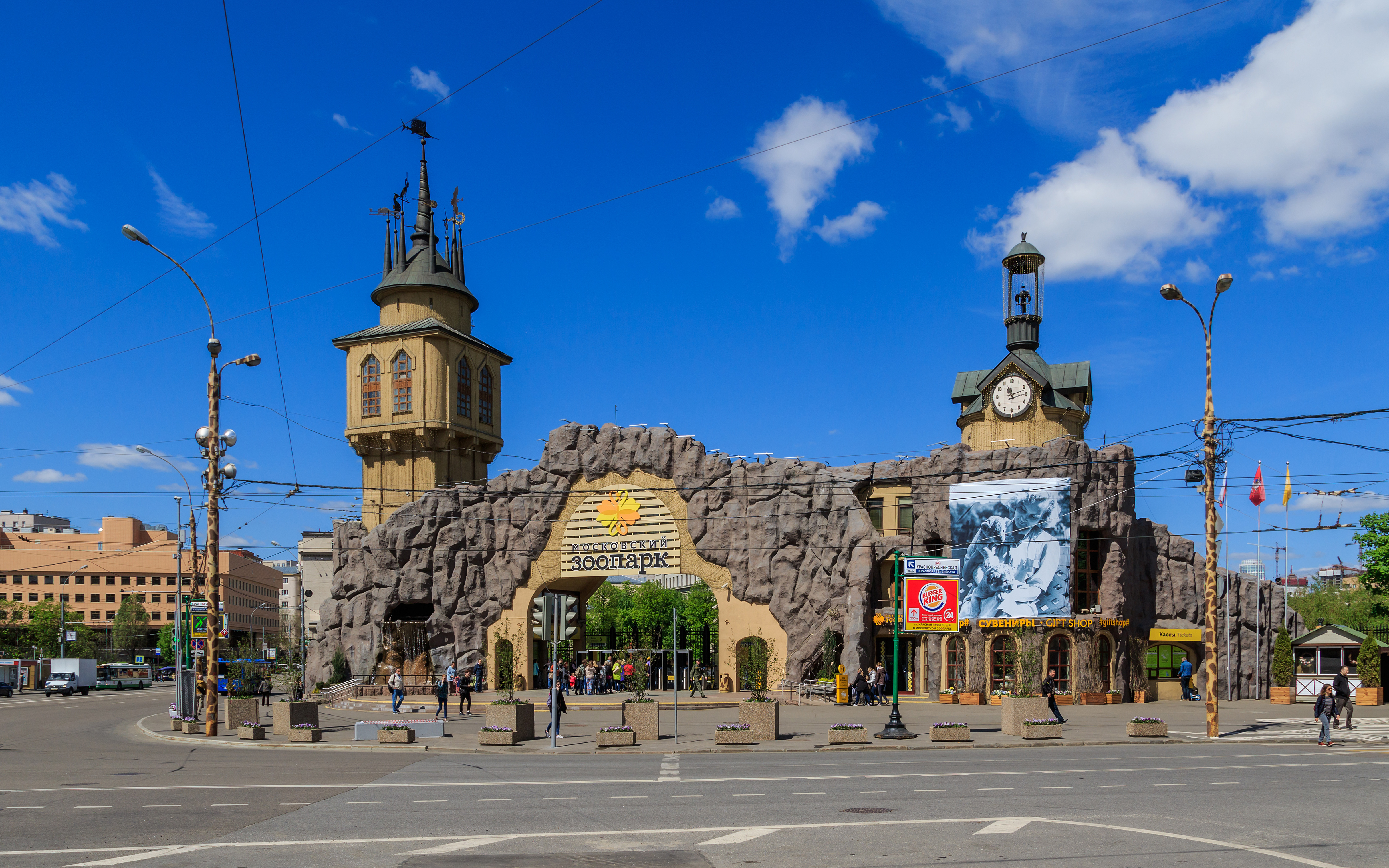
حديقة حيوان موسكو.

يتمثل استجمام الأطفال والشباب في القيام بجولات للأطلاع واكتساب الصحة والذي يتضمن الاستجمام في البلاجات والقيام بفعاليات نشيطة. علما ان مجموعات الشباب والأطفال تعتبر من أكبر الزبائن للجولات السياحية في ارجاء روسيا (سواء بواسطة القطار ام الحافلات). وتوفر الاستجمام النشيط إلى الأطفال والشباب مخيمات الرياضة والمعافاة عند البحر والأنهار والبحيرات أو في الغابات وكذلك شتى أنواع الجولات - مشيا على الاقدام ام في المراكب أو بالجياد أو الدراجات وغيرها. يفضل بعض الشباب ممارسة السياحة غير المنظمة على ساحل البحر الأسود بالعيش في المخيمات أو أماكن وقوف السيارات هناك. وتوفر الجولات في الطوق الذهبي وفي موسكو وسانكت-بطرسبورغ الفرص إلى التلامذة للتعرف على تاريخ بلادهم وحضارتها.
تحظى بأقبال كبير بين الجولات الفعالة للشباب تلك المتسمة بالمغامرات والتي تراعي ولع اليافعين والشباب بروح المغامرة والاهتمام بكل ما هو غامض وخفي. ومثالها البحث عن كنوز «النبلاء» و«القراصنة» والمدافن القديمة الوارد ذكرها في الوثائق التاريخية وكذلك غنائم الحرب في مواقع المعارك. وغالبا ما يتم العثور على غنائم الحرب في المناطق الغربية من روسيا التي احتلها الفاشست في فترة الحرب العالمية الثانية، اما المدافن فيعثر عليها في أماكن انتشار القبائل الرحل في الجنوب.

## الاستجمام الفردي

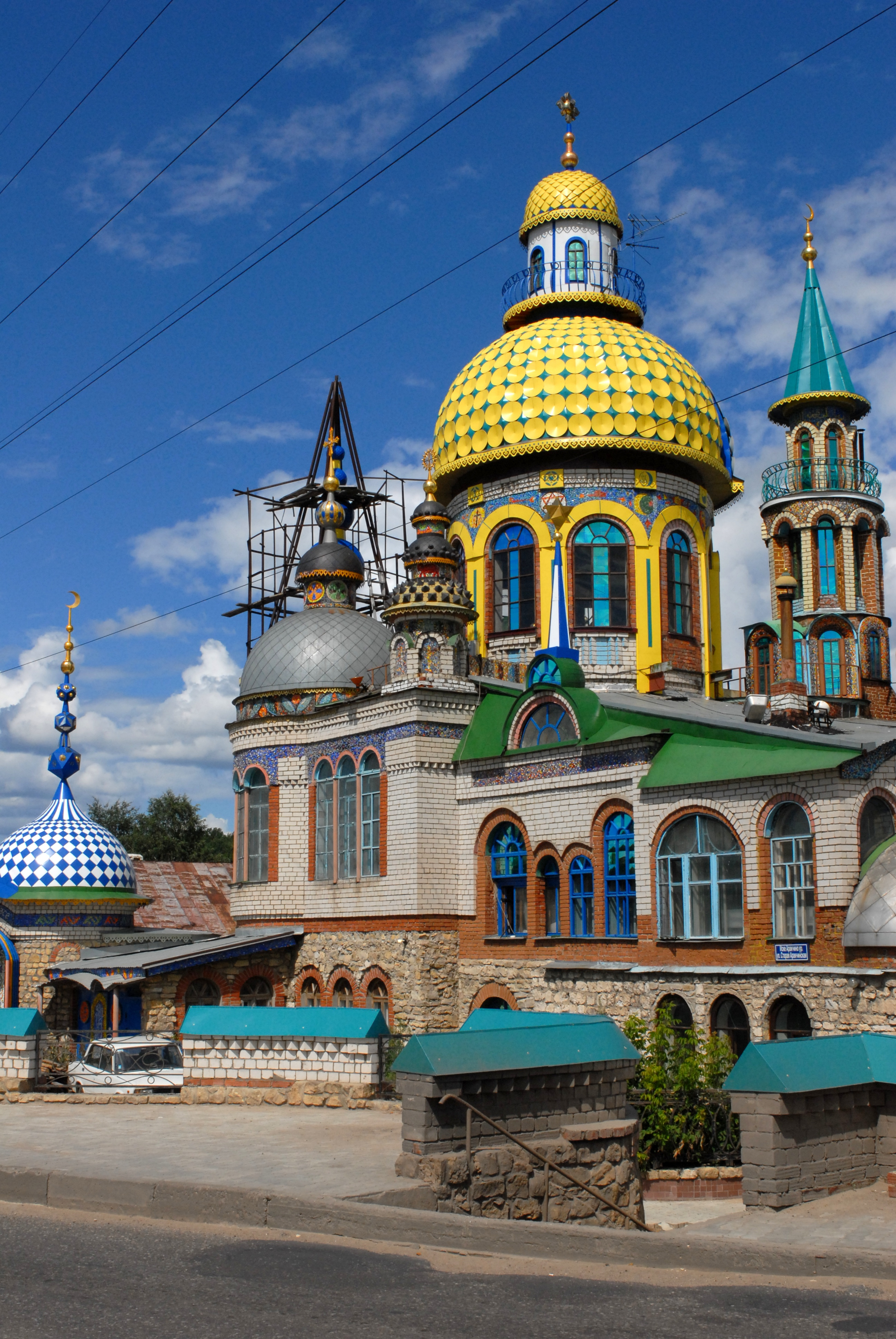
معبد جميع الأديان في قازان

تصبو غالبية أبناء روسيا إلى القيام برحلات جماعية لكونها اقل كلفة بكثير من الفردية. وفي الوقت نفسه هناك قسم كبير من السياح الاجانب الذين يفضلون بالعكس القيام برحلات فردية في مسار معين ما من اجل مشاهدة أكثر ما يمكن في رحلة واحدة ومعرفة بلادنا وشعوبها بشكل أفضل. وتقدم شركات السياحة إلى الراغبين بالقيام برحلة فردية إلى مدينة ما كافة أنواع الخدمات من الحصول على تأشيرة الدخول وتوفير وسائل النقل والإقامة في الفندق والدليل الذي يتكلم بلغة السائح أو بلغة مفهومة لديه. وتحجز الشركة عادة تذكرة السفر في الطائرة لأية شركة طيران عالمية أو محلية وتوفر السيارة المريحة وجميع المعلومات عن البلاد والفندق في مكان قريب من وسط المدينة. ومن أكثر أنواع السياحة الفردية شيوعا هي الرحلات من اجل ممارسة صيد الحيوانات والطيور أو السمك. ويتولى خبراء شركة السياحة مهمة الحصول على الوثائق اللازمة من اجل نقل السلاح والفرائس. يمكن ان يستأجر يخت من اجل الضيوف في المصايف البحرية الروسية. وثمة إقبال كبير في السوق الداخلية على الرحلات الفردية المقترنة بالمغامرات باعتبارها من أكثر وسائل الاستجمام الفعال شيوعا مثل القيام بجولات في زحافات تجرها الايائل أو الكلاب وركوب اليخوت وممارسة رياضة السرفينغ وهلمجرا. كما تحظى بالشعبية رحلات شهر العسل إلى المراكز السياحية الرئيسية للبلاد وفي الطوق الذهبي وموسكو وسانكت-بطرسبورغ وعلى ساحل البحر الأسود.. وثمة اهتمام برياضة الغوص في بحر آزوف عند بقايا خرائب الدولة الاغريقية القديمة فاناغوريا وفي بحر جيغولي عند المدينة القديمة التي غمرتها المياه وفي البحر الأبيض وبحيرات التاي وغيرها.

## سياحة أعمال

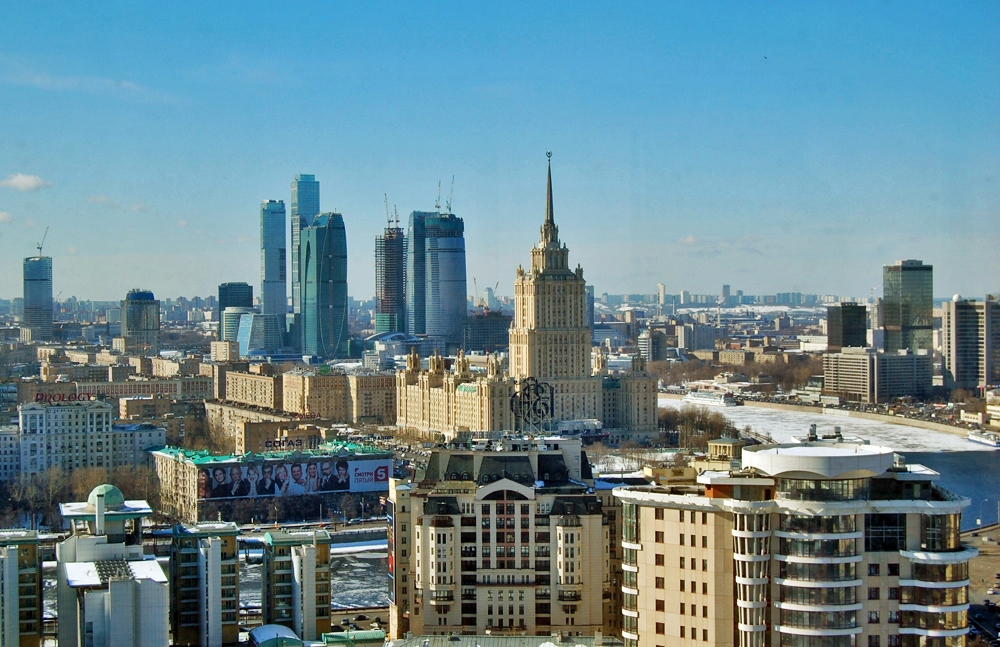
مباني عالية في موسكو

يشكل رجال الأعمال نصف الضيوف الاجانب الذين يزورون العاصمة الروسية لأغراض العمل. وتزداد صلات روسيا الدولية مع البلدان الأخرى بأستمرار ولهذا تعطى الأولوية في تطوير بزنيس الفنادق في روسيا إلى بناء فنادق مريحة يمكن ان تعقد فيها المؤتمرات (عادة من فئة 4 نجوم أو أكثر). ويزداد من عام إلى آخر عدد الفنادق المزودة بكل ما يلزم من اجل البزنيس وعقد المؤاتمرات والسياحة في كثير من المراكز الصناعية والثقافية مثل موسكو وسانكت-بطرسبورغ ومورمانسك وارخانغلسك وسامارا وتولياتي وسوتشي ويكاترينبورغ واركوتسك ونوفوسيبيرسك وفلاديفستوك وغيرها من المدن، كما يجري تحديث القديم منها مع الاخذ بنظر الاعتبار متطلبات رجال الأعمال. وتقام في روسيا معارض دولية كثيرة مكرسة إلى مختلف فروع الاقتصاد ومجالات الإنتاج وكذلك المؤتمرات العلمية والأسواق التجارية من اجل طائفة واسعة من الزبائن. ويجتمع فيها عدد كبير من الخبراء من الخارج ومن روسيا. وتقدم الشركات السياحية لدى الضرورة إلى زبائنها من رجال الأعمال كل ما يلزمهم عادة من وسائل النقل والفنادق والطعام والرحلات السياحية وكذلك الخدمات الخاصة مثل ترجمة الوثائق وتنظيم اللقاءات وهلمجرا. وغالبا ما يرافق رجال الأعمال افراد اسرهم أيضا. وتنضم الشركات السياحية من اجل برامج منفردة للأستجمام والقيام بجولات.

## أطعمة

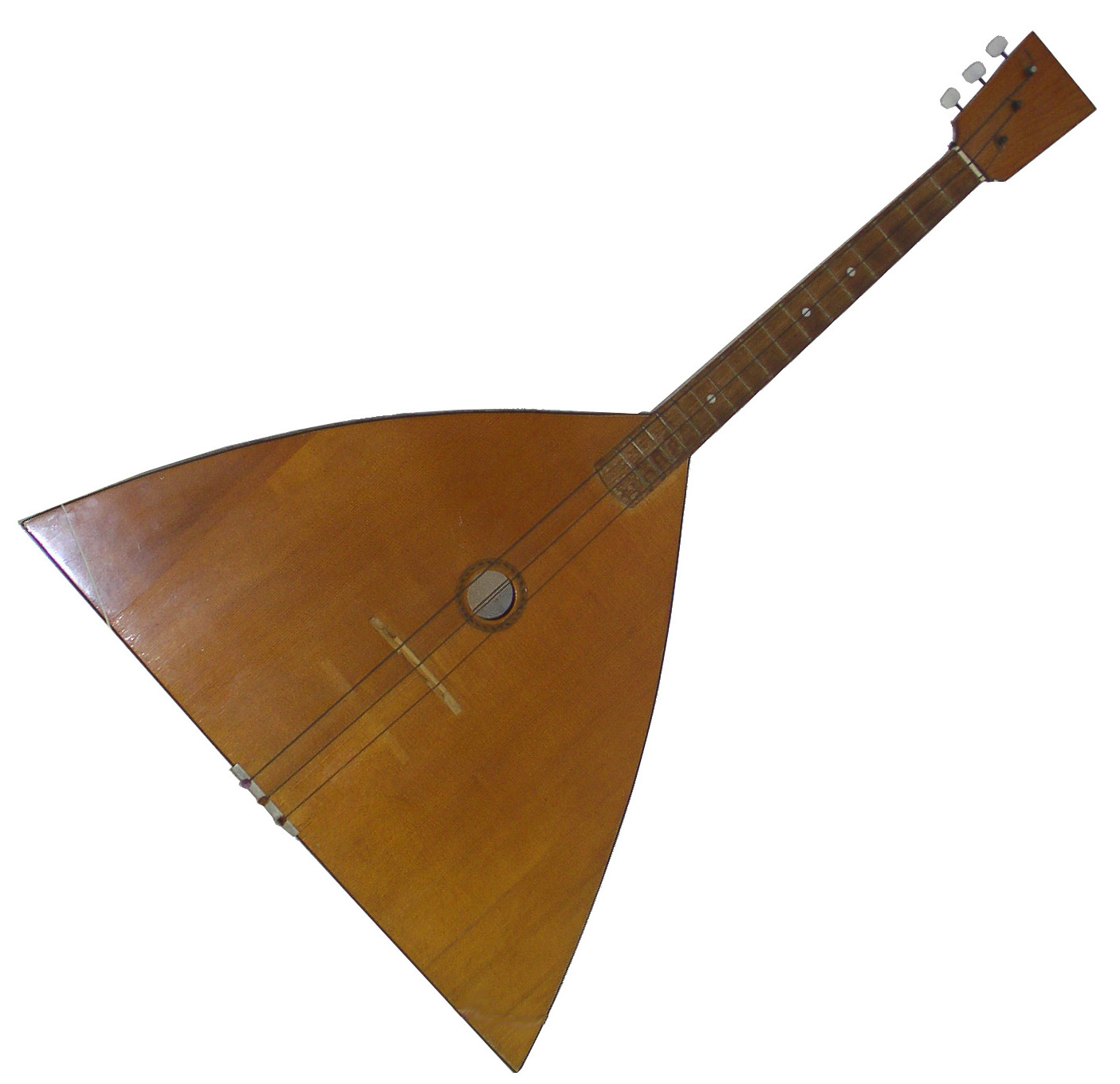
بالالايكا
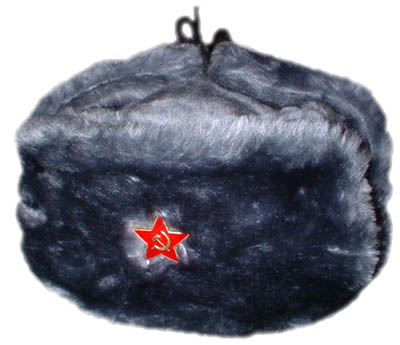
أوشانكا  [لغات أخرى]‏
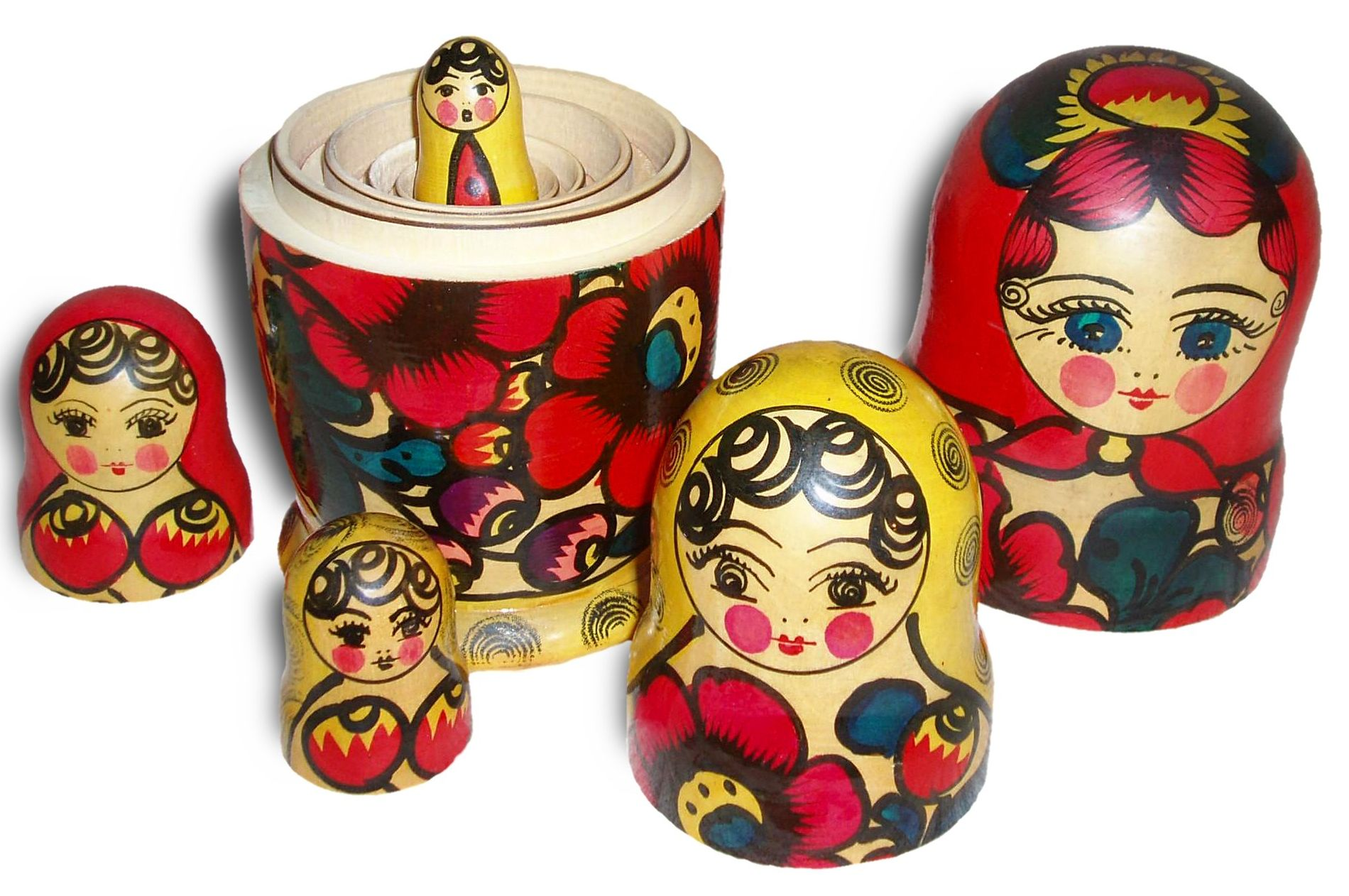
ماتريوشكا
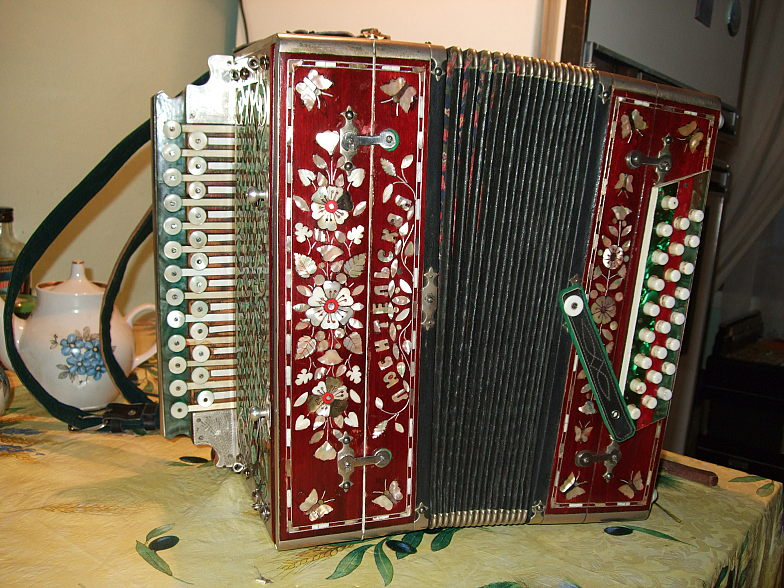
Garmoshka
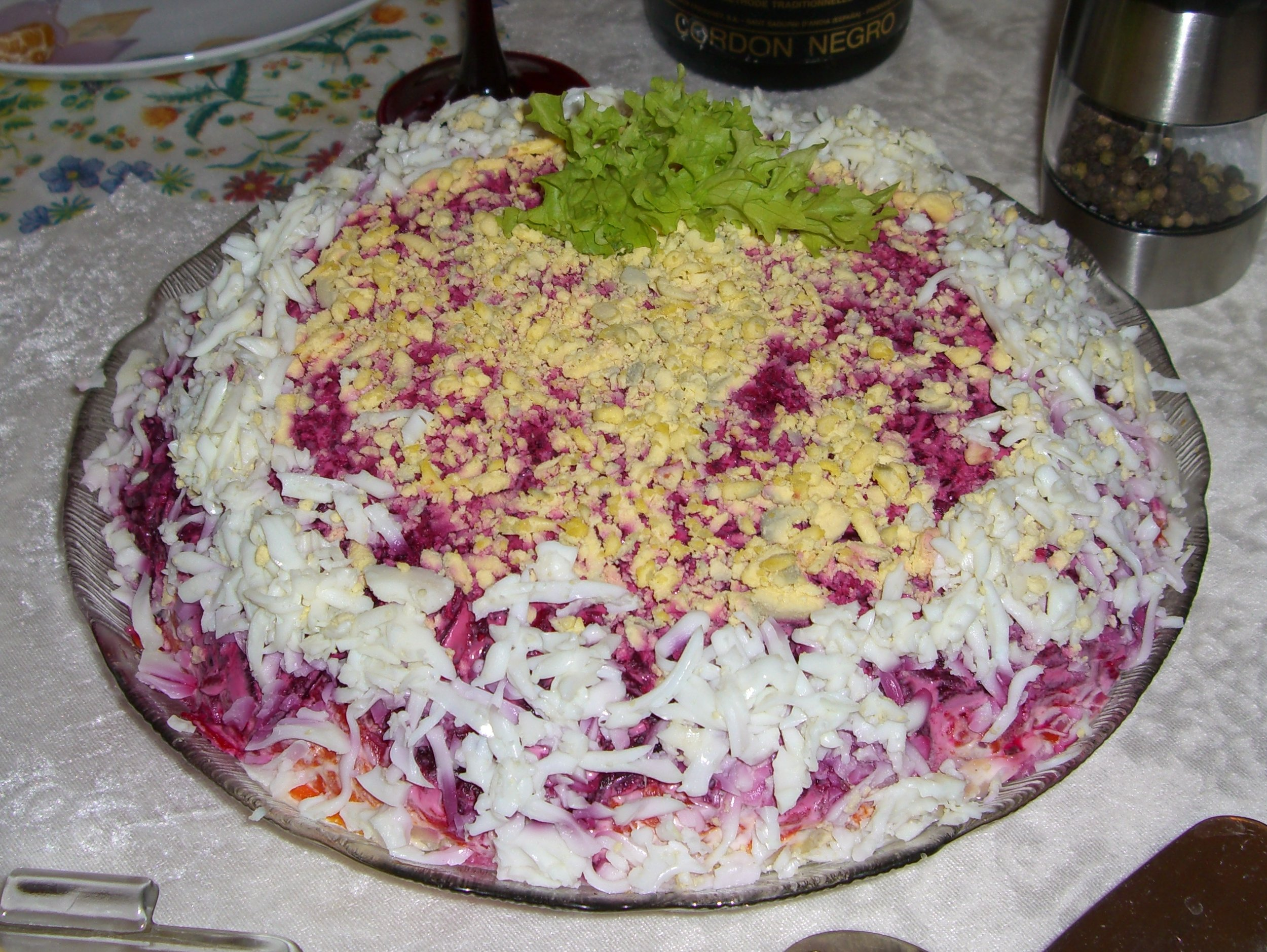
Selyodka
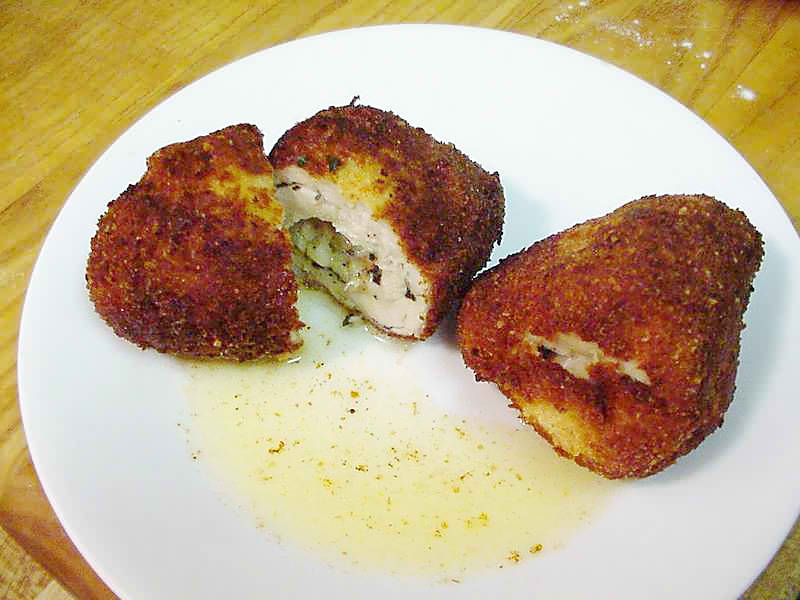
تشكن كيف
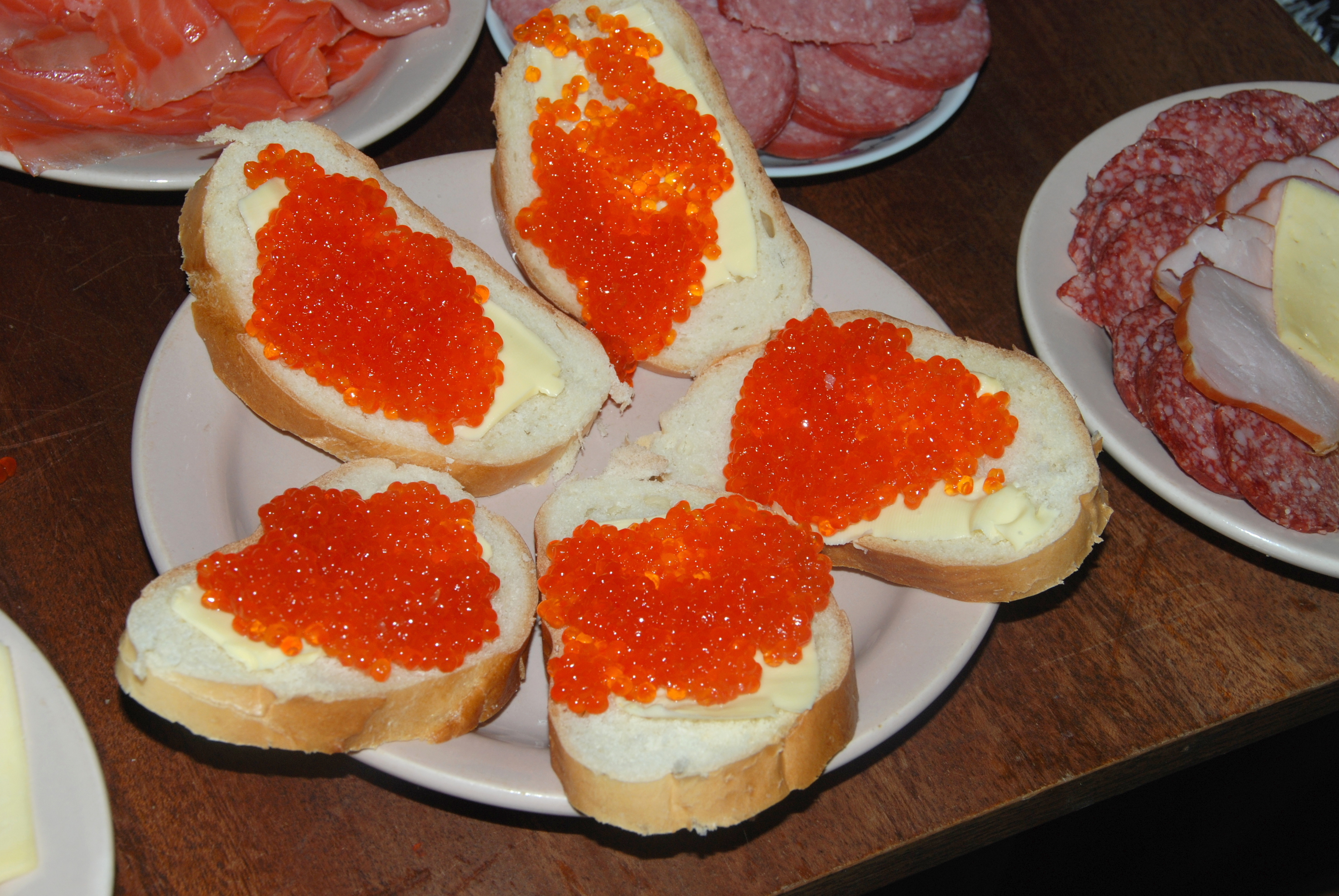
كافيار
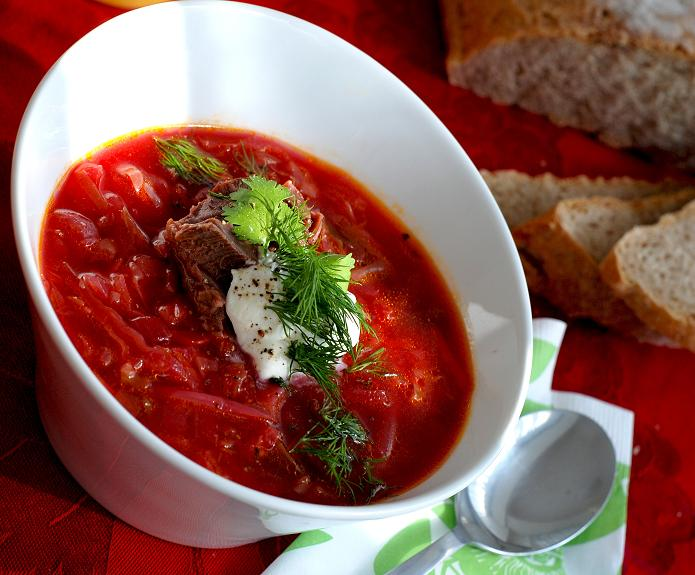
شوربة بورش
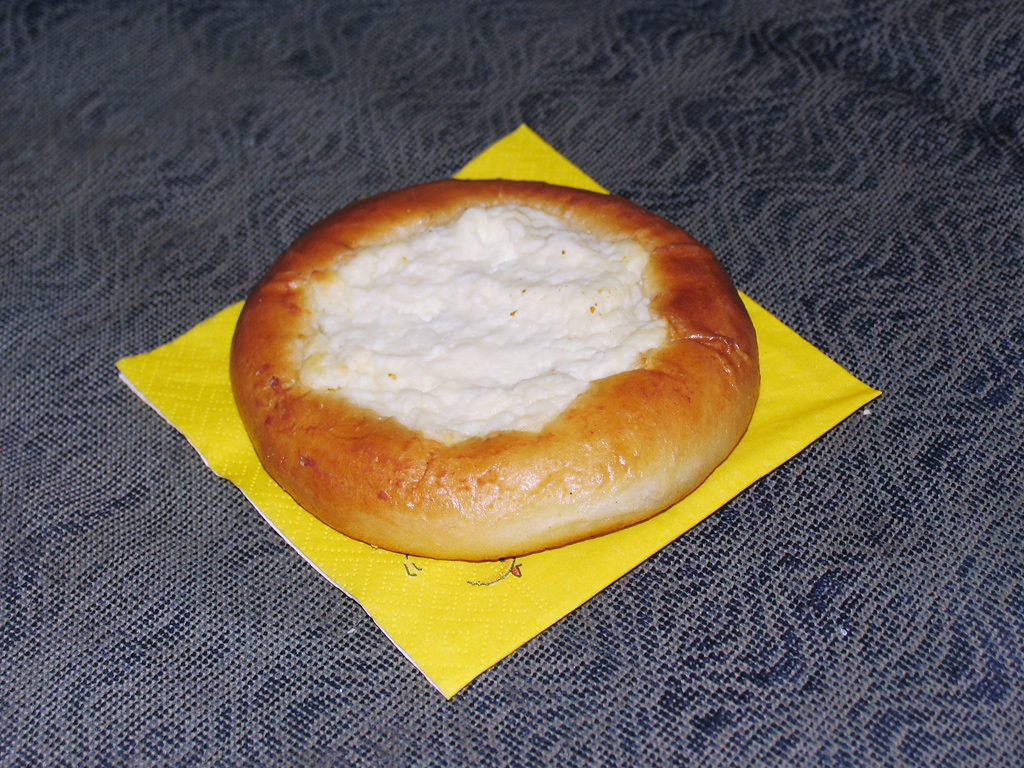
فاتروشكا
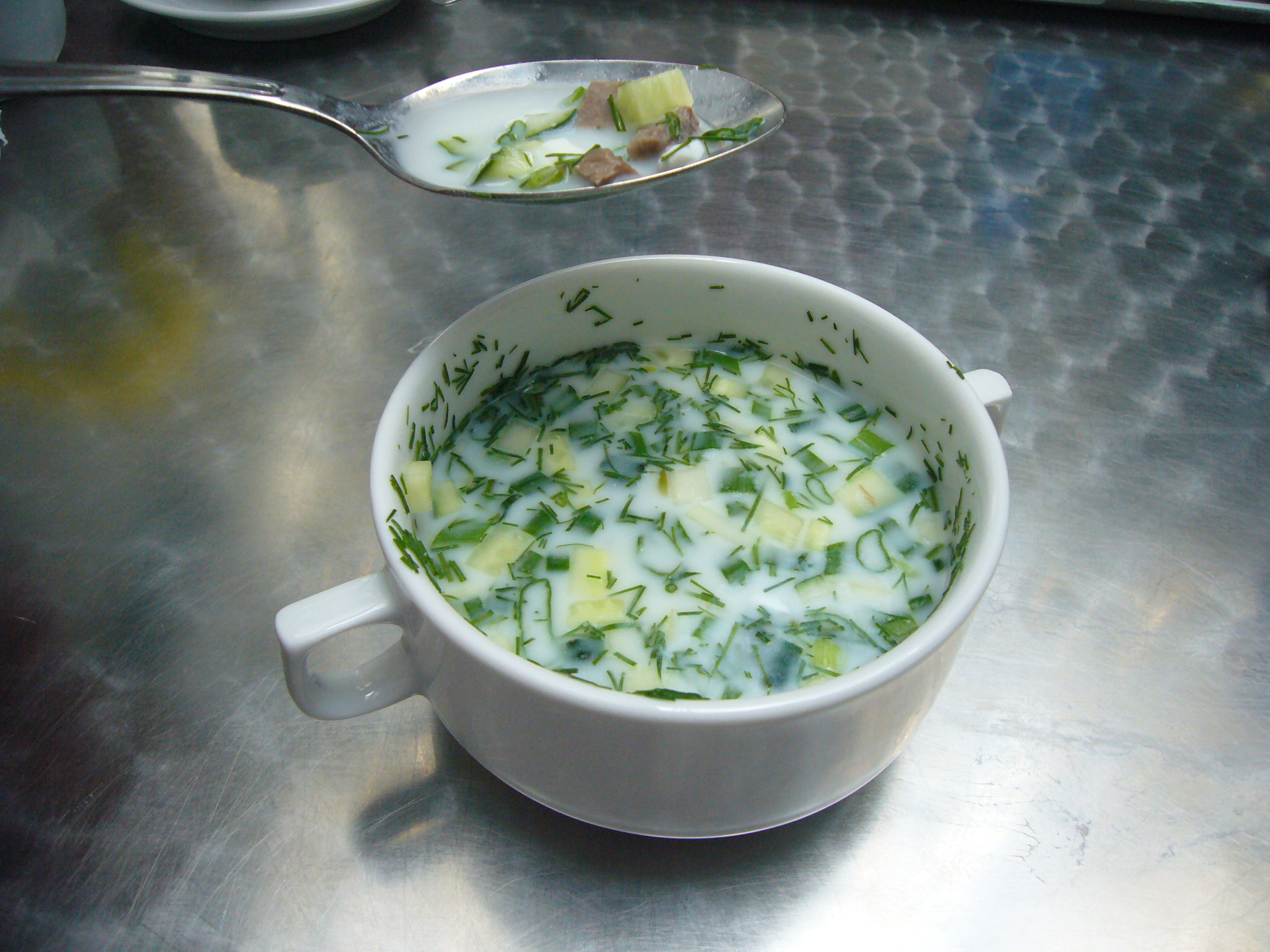
Okroshka
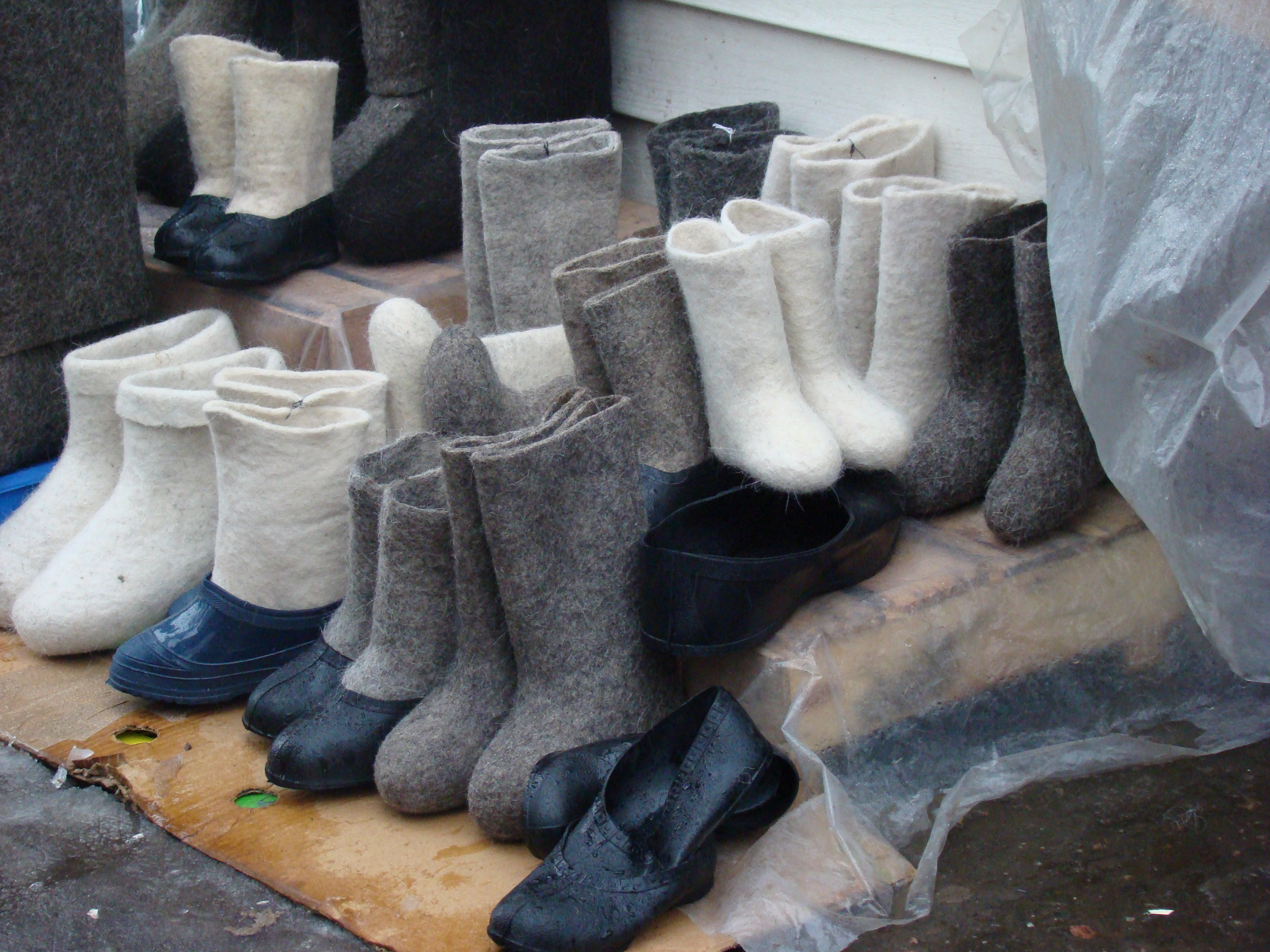
حذاء فالنكي
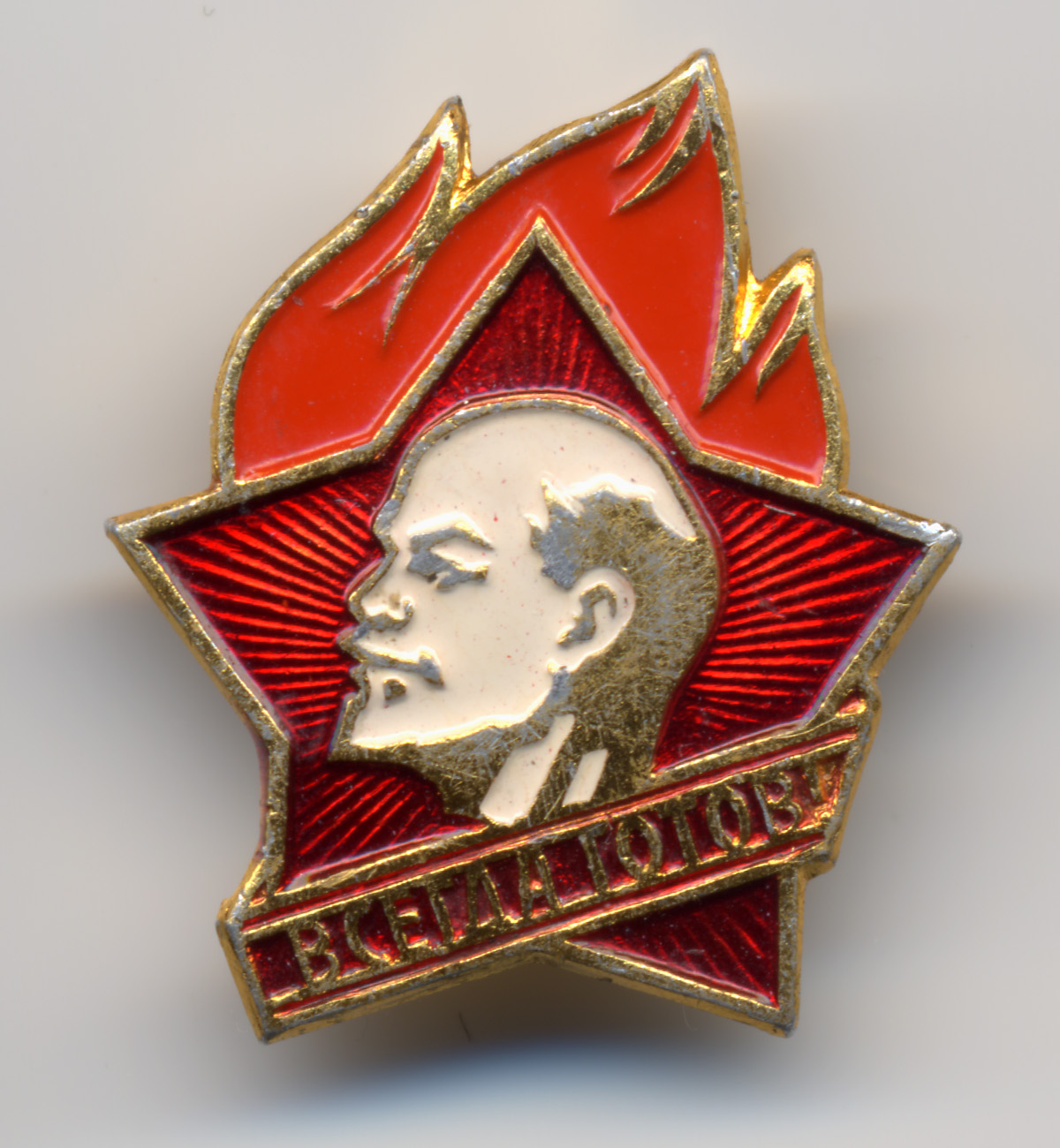
فلاديمير لينين
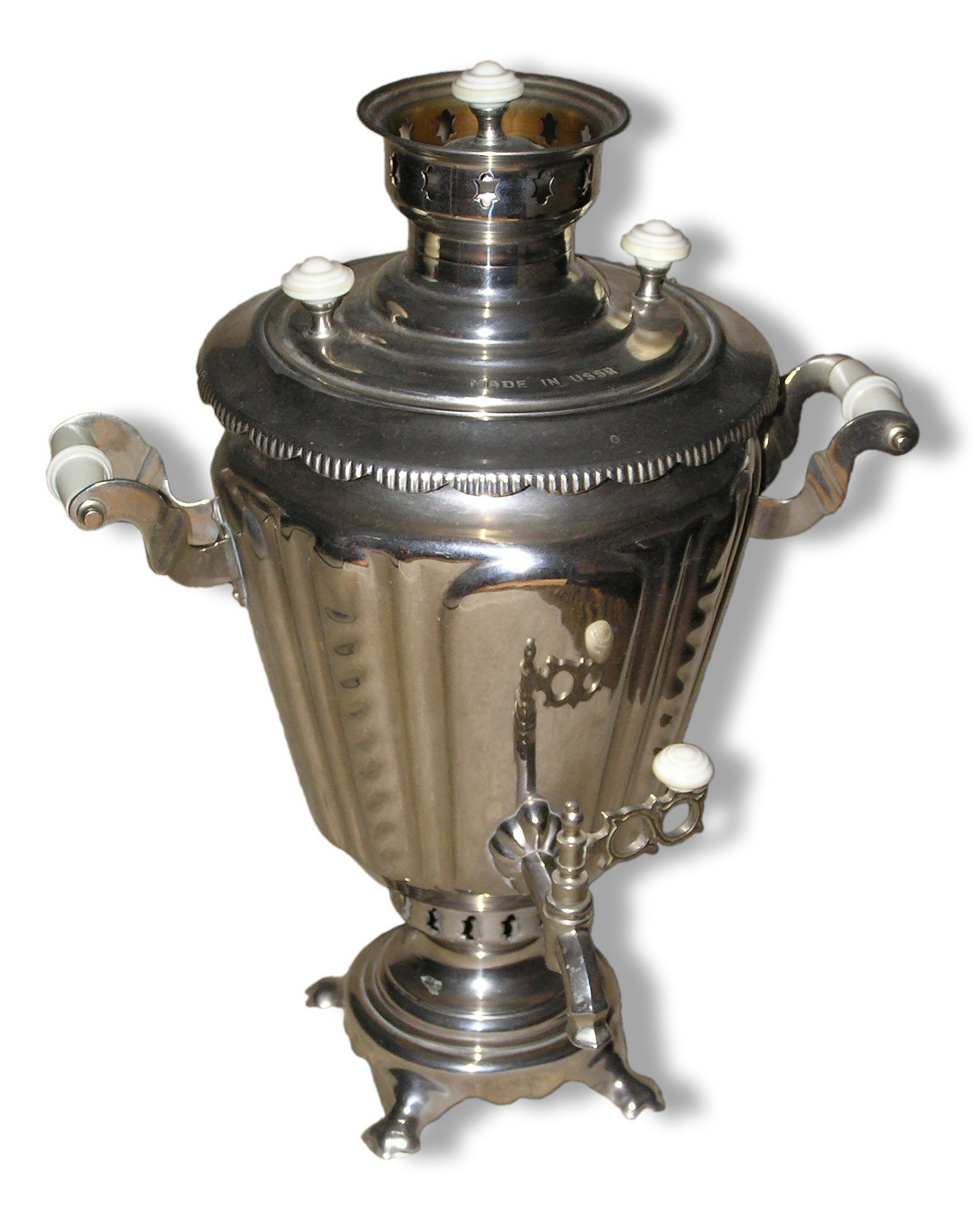
السماور